# 조지 워싱턴과 노예 제도

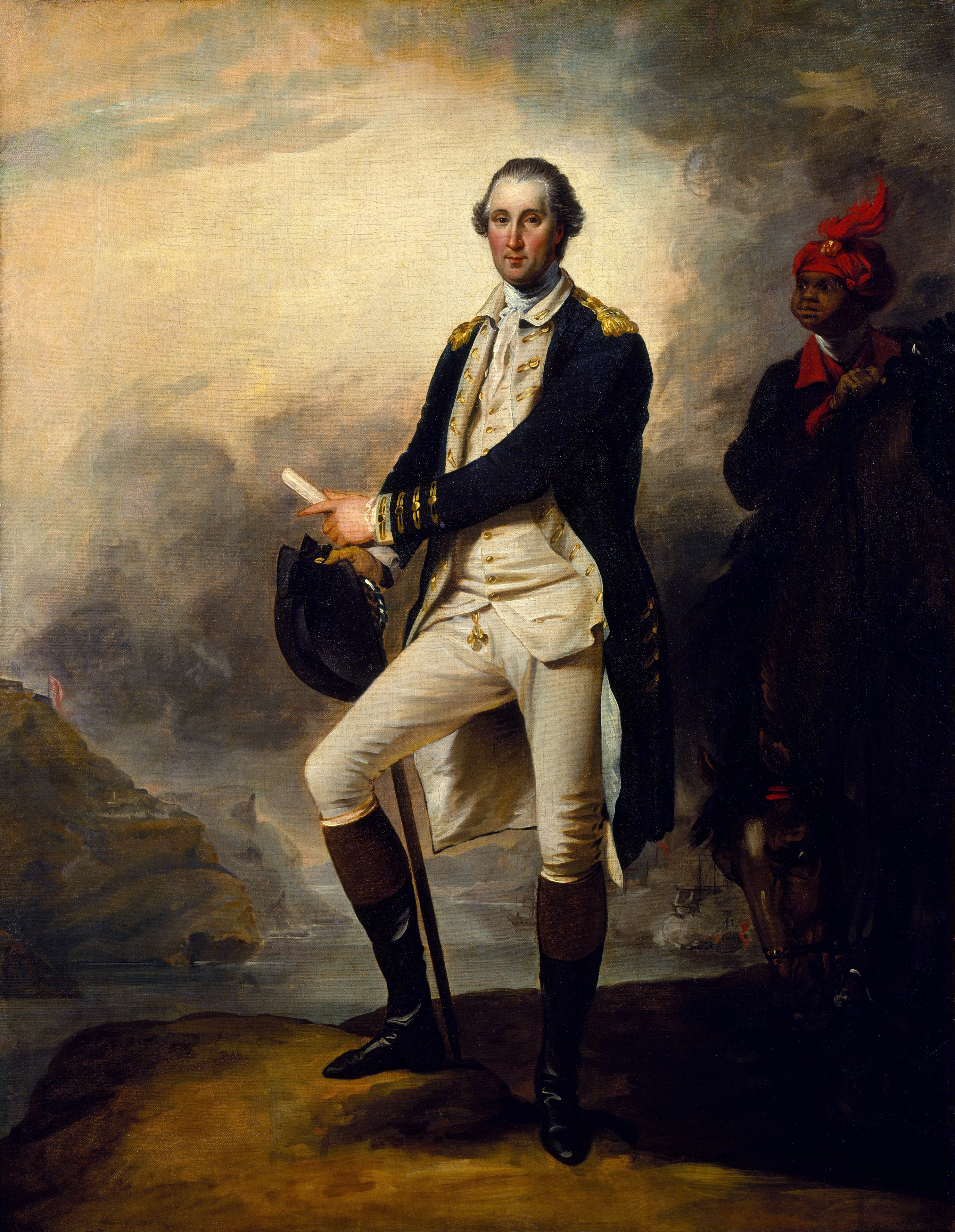
조지 워싱턴 (존 트럼불, 1780), 워싱턴의 노예 개인 비서 윌리엄 리와 함께

조지 워싱턴과 노예제(영어: George Washington and slavery)의 역사는 조지 워싱턴이 인간 소유에 대해 변화하는 태도를 반영한다. 미국 건국의 아버지이자 세습 노예 소유주였던 워싱턴은 노예제에 대해 불편함을 느꼈지만, 사적인 통신에서만 이러한 의견을 밝혔고 사망할 때까지 노예제를 유지했다. 노예제는 그가 살았던 버지니아에서 1세기 이상 거슬러 올라가는 오랜 제도였으며, 다른 미국 식민지와 세계 역사에서도 오랜 전통을 지닌 제도였다. 워싱턴은 유언장에서 즉시 한 명의 노예를 해방시켰고, 나머지 123명의 노예는 그의 아내에게 봉사한 후 아내의 사망 시점 또는 그 이전에 해방되도록 명시했다. 결국 그들은 워싱턴 사망 1년 후 자유를 얻었다.
워싱턴이 자란 버지니아 식민지에서 그는 1743년 아버지의 사망과 함께 11세의 나이에 3대째 노예 소유주가 되었고, 이때 처음으로 10명의 노예를 상속받았다. 성인이 되어서는 상속, 구매, 그리고 노예 사이에서 태어난 아이들의 자연 증가를 통해 그의 개인 노예 소유가 늘어났다. 1759년, 그는 마사 댄드리지 커스티스와 결혼하면서 커스티스 소유의 미망인 상속재산 노예들을 관리하게 되었다. 노예제에 대한 워싱턴의 초기 태도는 당시 지배적인 버지니아 농장주들의 견해를 반영했으며, 도덕적인 양심의 가책은 거의 없었다. 1774년, 워싱턴은 페어팩스 결의에서 도덕적인 이유로 노예 무역을 공개적으로 비난했다. 독립 전쟁 이후에도 그는 노예들을 계속 소유했지만, 점진적인 입법 과정을 통한 노예제 폐지를 지지했다.
워싱턴은 강한 워크에식을 가지고 있었고 고용된 노동자와 노예들에게도 같은 것을 요구했다. 그는 노예들에게 당시 일반적인 관행과 비교할 수 있는 기본적인 식량, 의복, 숙소를 제공했지만, 이것이 항상 충분하지는 않았으며 의료 서비스도 제공했다. 그 대가로 그는 노예들에게 당시 표준이었던 주 6일 근무 시간 동안 해가 뜨는 시간부터 해가 질 때까지 강제로 일하게 했다. 그의 노예 노동자 중 약 4분의 3은 밭에서 일했고, 나머지는 주거지에서 가정부와 장인으로 일했다. 그들은 여가 시간에 사냥, 덫 사냥, 채소 재배를 통해 식단을 보충했고, 사냥감과 농산물을 팔아 얻은 수입으로 추가 식량, 의류, 가정용품을 구입했다. 그들은 결혼과 가족을 중심으로 자신들만의 공동체를 형성했지만, 워싱턴은 사업상의 필요에 따라 노예들을 농장에 배정하여 많은 남편들이 주중에는 아내와 자녀들과 떨어져 살아야 했다. 워싱턴은 노예들을 관리하기 위해 보상과 처벌을 모두 사용했지만, 노예들이 그의 엄격한 기준을 충족시키지 못하자 끊임없이 실망했다. 마운트 버넌 농장의 상당수의 노예들은 식량 및 의류 보충이나 수입을 위한 절도, 병을 꾀병으로 가장하는 행위, 자유를 찾아 도망치는 등 다양한 방법으로 노예제에 저항했다.
1775년 대륙육군 총사령관으로서 그는 처음에는 아프리카계 미국인, 즉 자유인이든 노예든 간에 군대에 받아들이기를 거부했지만, 전쟁의 요구에 굴복하여 이후 인종적으로 통합된 군대를 이끌었다. 1778년, 워싱턴은 일부 노예들을 공개적으로 판매하거나 그들의 가족을 찢어 놓는 것에 도덕적인 혐오감을 표현했다. 전쟁이 끝날 무렵, 워싱턴은 영국이 모든 도망친 노예들을 돌려보낼 것을 요구하는 예비 평화 조약을 존중할 것을 요구했지만 성공하지 못했다. 정치적으로 워싱턴은 미국 노예제의 분열적인 문제가 국가 통합을 위협한다고 느꼈다. 그는 새 국가의 도전과제를 다루는 연설에서도 이에 대해 공개적으로 말한 적이 없으며, 노예제를 보호하는 법률과 노예제를 축소하는 법률에 모두 서명했다. 펜실베이니아에서는 그는 개인적으로 소유한 노예들을 잃지 않기 위해 주 법률의 기술적인 사항을 우회했다.
사적으로 워싱턴은 1790년대 중반에 노예들을 해방시키는 것을 고려했다. 이러한 계획은 그가 필요하다고 생각하는 재정을 마련할 수 없었기 때문, 그의 가족이 미망인 상속 노예들의 해방을 승인하지 않았기 때문, 그리고 미망인 상속 노예와 자신의 노예를 모두 포함하는 많은 가족들을 찢어 놓는 것에 대한 그의 혐오감 때문에 실패했다. 1799년 워싱턴이 사망할 당시 마운트 버넌에는 317명의 노예가 있었다. 이 중 124명은 워싱턴이 직접 소유했고, 40명은 임대되었으며, 나머지는 마사 워싱턴의 첫 남편인 대니얼 파크 커스티스의 상속 재산에 속한 미망인 상속 노예로, 그들의 손자들을 위한 것이었다. 워싱턴의 유언장은 그의 사망 후 널리 출판되었으며, 그가 소유한 노예 인구의 최종적인 해방을 규정했는데, 이는 노예 소유주 창립자 중 극소수만이 그러한 조치를 취했다. 그는 미망인 상속 노예들을 법적으로 해방시킬 수 없었기 때문에, 유언장에는 그의 하인 윌리엄 리를 제외하고는 그의 노예 노동자들은 그의 미망인 마사에게 그녀가 사망할 때까지 물려주도록 명시했다. 마사는 자신의 죽음에 따라 자유가 결정되는 노예들 사이에서 불안감을 느꼈고, 1801년에 그들을 해방시켰다.

## 배경

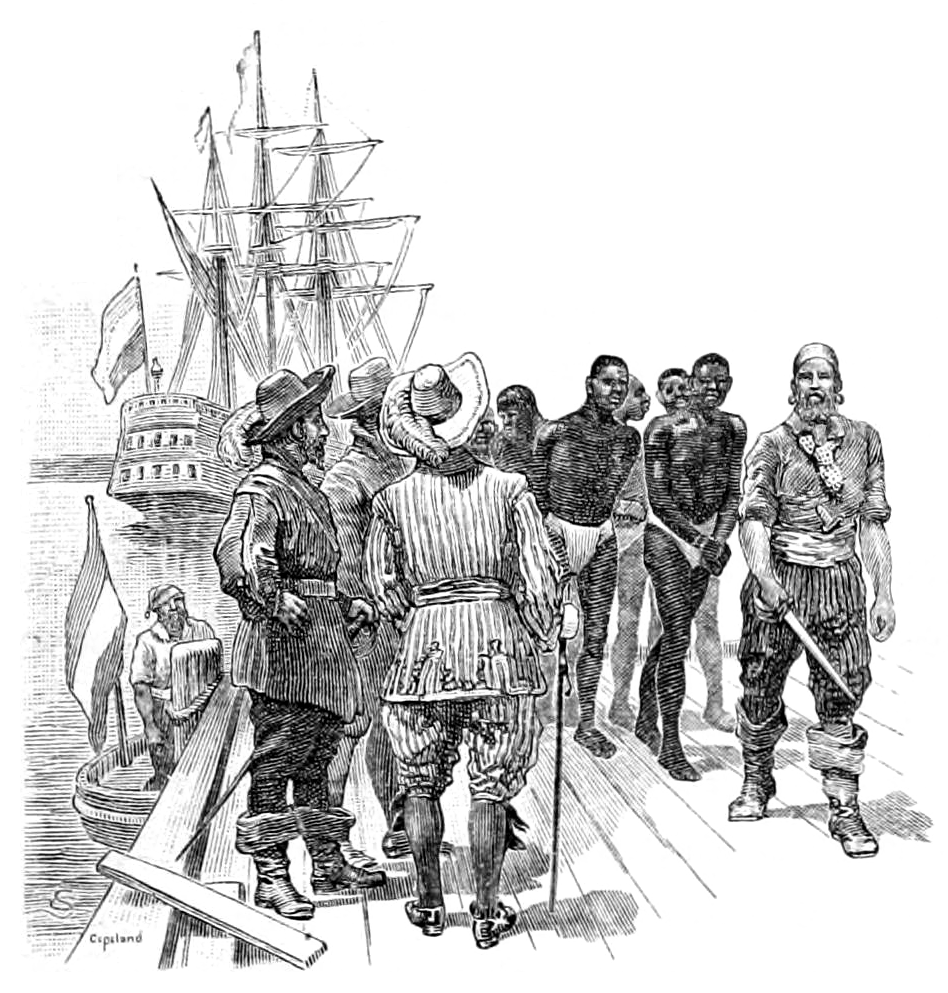
버지니아에 도착한 최초의 노예 아프리카인들

노예제는 1619년 아프리카인들이 처음 포인트 컴포트로 이송되면서 잉글랜드 버지니아 식민지에 도입되었다. 기독교를 받아들인 사람들은 기간이 정해진 "기독교인 하인"이 되거나 심지어 자유인이 되기도 했지만, 속박을 끝내는 이 방법은 점차 폐지되었다. 1667년, 버지니아 주의회는 세례를 자유를 부여하는 수단으로 금지하는 법을 통과시켰다. 1682년까지는 버지니아에 도착하기 전에 세례를 받은 아프리카인들이 계약 하인의 지위를 부여받을 수 있었지만, 이 해에 또 다른 법은 그들을 노예로 선언했다. 버지니아 사회의 최하층에서는 백인과 아프리카계 사람들이 공통의 불이익과 공통의 생활 방식을 공유했으며, 여기에는 1691년 의회가 그러한 결합을 추방으로 처벌할 때까지 이종 결혼도 포함되었다.
1671년, 버지니아는 전체 인구 40,000명 중 6,000명의 백인 계약 하인을 기록했지만, 아프리카계 사람들은 2,000명에 불과했으며, 이 중 일부 카운티에서는 최대 3분의 1이 자유인이었다. 17세기 말 무렵, 영국의 정책은 식민지로 값싼 노동력을 보내기보다는 유지하는 쪽으로 바뀌었고, 버지니아의 계약 하인 공급은 고갈되기 시작했다. 1715년에는 연간 이민자 수가 1680년대 1,500~2,000명에 비해 수백 명에 불과했다. 담배 농장주들이 더 많은 땅을 경작하게 되면서, 그들은 노예 노동자 수를 늘려 노동력 부족을 메웠다. 이 제도는 1705년 버지니아 노예 법전과 함께 인종에 뿌리를 두게 되었고, 1710년경부터 노예 인구의 증가는 자연 증가에 의해 촉진되었다. 1700년에서 1750년 사이에 식민지의 노예 수는 13,000명에서 105,000명으로 증가했으며, 이들 중 거의 80%는 버지니아에서 태어났다. 워싱턴의 생애 동안 노예제는 버지니아의 경제 및 사회 구조에 깊이 뿌리 박혀 있었고, 인구의 약 40%와 거의 모든 아프리카계 미국인이 노예 상태에 있었다.
조지 워싱턴은 1732년 아버지 오거스틴의 두 번째 결혼에서 태어난 첫 아이였다. 오거스틴은 약 10,000 에이커 (4,000 ha)의 토지와 50명의 노예를 소유한 담배 농장주였다. 1743년 사망 시 그는 리틀 헌팅 크릭에 있는 2,500-에이커 (1,000 ha)의 땅을 조지의 이복형 로렌스에게 남겼고, 로렌스는 그곳을 마운트 버넌으로 개명했다. 워싱턴은 페리 농장의 260-에이커 (110 ha)과 10명의 노예를 상속받았다. 그는 1752년 형이 사망한 지 2년 후 로렌스의 미망인에게서 마운트 버넌을 임대했고, 1761년에 이를 상속받았다. 그는 적극적인 토지 투기꾼이었고, 1774년까지 버지니아 서부 국경의 오하이오 영토에 약 32,000 에이커 (13,000 ha)의 토지를 축적했다. 사망 시 그는 80,000 에이커 (32,000 ha) 이상의 토지를 소유했다. 1757년, 그는 마운트 버넌에서 확장을 시작하여 궁극적으로 5개의 독립된 농장을 가진 8,000-에이커 (3,200 ha)의 농장으로 만들었으며, 처음에는 담배를 재배했다.

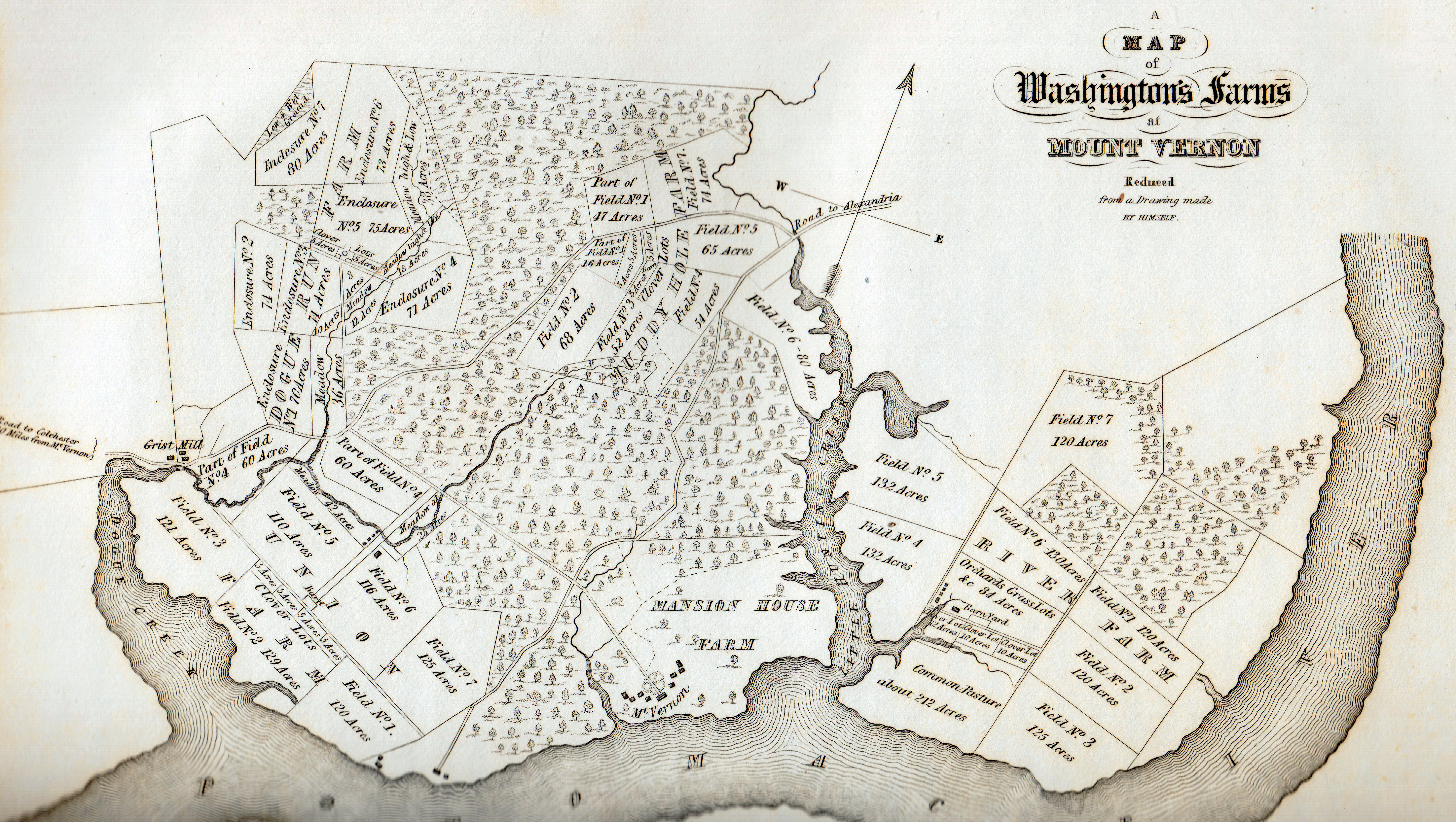
마운트 버넌 농장

농경지가 생산적이려면 노동력이 필요했고, 18세기 미국 남부에서는 노예 노동이 가장 큰 이익을 창출했다. 워싱턴은 로렌스에게서 노예를 상속받았고, 마운트 버넌 임대 조건의 일부로 더 많은 노예를 얻었으며, 1761년 로렌스의 미망인이 사망했을 때 다시 노예를 상속받았다. 1759년 마사 댄드리지 커스티스와 결혼하면서 워싱턴은 84명의 미망인 상속재산 노예를 관리하게 되었다. 마사는 그 미망인 상속 노예들에 대해 종신권을 가지고 있었고, 커스티스 상속 재산의 상속인들을 위해 그들을 신탁으로 보유했지만, 워싱턴은 그들에 대한 법적 소유권이 없었음에도 불구하고 자신의 재산처럼 관리했다. 1752년에서 1773년 사이에 그는 최소 71명의 노예(남성, 여성, 아동)를 구매했다. 그는 미국 독립 혁명 이후 노예 구매를 크게 줄였지만, 주로 자연 증가를 통해 그리고 때때로 채무 해결 과정에서 계속해서 노예를 취득했다. 1786년, 그는 216명의 노예 목록을 작성했는데, 122명의 남녀와 88명의 어린이였다. 이로써 그는 페어팩스군에서 가장 큰 노예 소유주 중 한 명이었다. 전체 노예 중 103명은 워싱턴 소유였고, 나머지는 미망인 상속 노예였다. 1799년 워싱턴이 사망할 무렵, 마운트 버넌의 노예 인구는 143명의 어린이를 포함하여 317명으로 증가했다. 이 중 124명은 그가 소유했고, 40명은 임대했으며, 153명은 미망인 상속 노예를 관리했다.

## 마운트 버넌의 노예제
워싱턴은 그의 일꾼들을 그 자신이 가장으로 있는 대가족의 일부로 생각했다. 그는 자신이 관리하는 노예들에 대한 태도에서 가부장주의와 온정주의의 요소를 모두 보여주었다. 그의 가부장적인 면은 노예들에 대한 엄격하고 철저한 통제와 그들과의 감정적인 거리에서 나타났다. 그의 하인 윌리엄 리의 경우처럼 주인과 노예 사이에 진정한 애정이 있었던 사례도 있지만, 그러한 경우는 예외였다. 그의 온정주의적인 면은 노예들과의 관계를 상호 의무 관계로 보았다. 그는 그들을 부양했고 그들은 그 대가로 그에게 봉사했으며, 노예들이 워싱턴에게 그들의 걱정과 불만을 이야기할 수 있는 관계였다. 온정주의적인 주인들은 자신들을 관대하고 감사받을 자격이 있다고 여겼다. 1796년 마사의 하녀 오니 저지가 도망쳤을 때, 워싱턴은 "하녀라기보다는 아이처럼 키우고 대우했던 그 소녀의 배은망덕함"에 대해 불평했다.
조지 워싱턴은 고집센 주인, 매우 엄격한 사람, 고집센 남편, 고집센 아버지, 고집센 통치자이다. 그는 어릴 때부터 항상 엄격하게 통치했다. 그는 처음에 노예들을 다스리도록 길러졌고, 그 다음에는 군대를 다스렸고, 그 다음에는 국가를 다스렸다. 그는 모든 사람을 엄하게 대하며, 모든 면에서 독재적이며, 모든 사람을 사기꾼으로 불신하고, 엄격함 외에는 어떤 것도 통하지 않는다고 생각한다.
나는 워싱턴 장군을 친밀하고 철저하게 알고 있었다고 생각한다. 그의 성격을 묘사해야 한다면 이런 용어로 묘사해야 할 것이다... 그는 참으로 모든 의미에서 현명하고 선하며 위대한 사람이었다... 나쁜 점이 전혀 없었고, 무관심한 점도 거의 없었으며, 자연과 운명이 인간을 위대하게 만들고 인간에게 영원한 기억을 남길 만한 모든 위인들과 같은 별자리에 그를 배치하기 위해 이보다 더 완벽하게 결합한 적은 없었다고 진정으로 말할 수 있다.
워싱턴은 농장을 운영하기 위해 농장 관리인을 고용하고 각 농장에 감독관을 두었지만, 그는 군사적 규율로 사업을 운영하고 일상 업무의 세세한 부분까지 직접 관여하는 현장 관리자였다. 공식 업무로 장기간 자리를 비울 때도 그는 농장 관리인과 감독관의 주간 보고를 통해 긴밀한 통제를 유지했다. 그는 모든 일꾼들에게 자신과 똑같은 세심한 주의를 요구했다. 한 전 노예는 나중에 워싱턴을 "노예들이... 그다지 좋아하지 않았다"고 회상했는데, 그 주된 이유는 "그가 너무 정확하고 엄격했기 때문... 레일, 널빤지, 돌멩이 하나라도 제자리에 없으면 그가 불평했고, 때로는 혹독한 말로 불평했다"는 것이었다. 워싱턴의 견해로는 "잃어버린 노동력은 결코 되찾을 수 없으며", 그는 "모든 노동자(남성 또는 여성)가 건강이나 체질에 해를 끼치지 않으면서 24시간 동안 가능한 한 많은 일을 하도록" 요구했다. 그는 강한 직업 윤리를 가지고 있었고 노예와 고용된 일꾼 모두에게 같은 것을 기대했다. 그는 자신의 동기를 공유하지 않고 요구에 저항하는 노예들에게 끊임없이 실망했고, 그들을 나태하다고 여겨 감독관들이 항상 그들을 면밀히 감독하도록 주장했다.
1799년에는 노예 인구의 거의 4분의 3, 그 중 절반 이상이 여성으로, 밭에서 일했다. 그들은 계절에 따라 다양한 작업으로 일년 내내 바빴다. 나머지는 주거지에서 가정부로 일하거나 목수, 소목장, 통제조자, 방직공 및 재봉사 등 장인으로 일했다. 1766년에서 1799년 사이에 7명의 미망인 상속 노예가 감독관으로 일했다. 노예들은 버지니아 농장의 표준이었던 주 6일 근무 시간 동안 해가 뜰 때부터 해가 질 때까지 일해야 했다. 식사 시간을 위해 2시간을 제외하면, 그들의 근무 시간은 계절에 따라 7시간 반에서 13시간까지 다양했다. 그들은 크리스마스에 3~4일, 부활절과 성령강림절에 각각 하루씩 휴가를 받았다. 가사 노예들은 일찍 일을 시작하여 저녁까지 일했으며, 일요일과 공휴일에는 반드시 쉬지 못했다. 노예 노동자들이 휴일에도 일하거나 수확을 거두는 등 특별한 노력을 기울여야 할 경우, 그들은 보수를 받거나 추가 휴가로 보상받았다.
워싱턴은 아픈 노예들을 "인간적으로 그리고 부드럽게" 대하라고 감독관들에게 지시했다. 부상, 장애 또는 나이로 인해 능력이 떨어지는 노예들은 가벼운 업무를 부여받았고, 너무 아파서 일할 수 없는 노예들은 회복하는 동안 일반적으로, 그러나 항상 그런 것은 아니었지만, 업무에서 면제되었다. 워싱턴은 그들에게 좋고 때로는 값비싼 의료 서비스를 제공했다. 한 노예인 큐피드가 늑막염에 걸렸을 때, 워싱턴은 그를 주택으로 데려가 더 잘 돌보게 했고 하루 종일 직접 그의 상태를 확인했다. 노예들의 복지에 대한 온정주의적인 관심은 노동력의 질병과 사망으로 인한 생산성 손실에 대한 경제적 고려와 섞여 있었다.

### 생활 환경

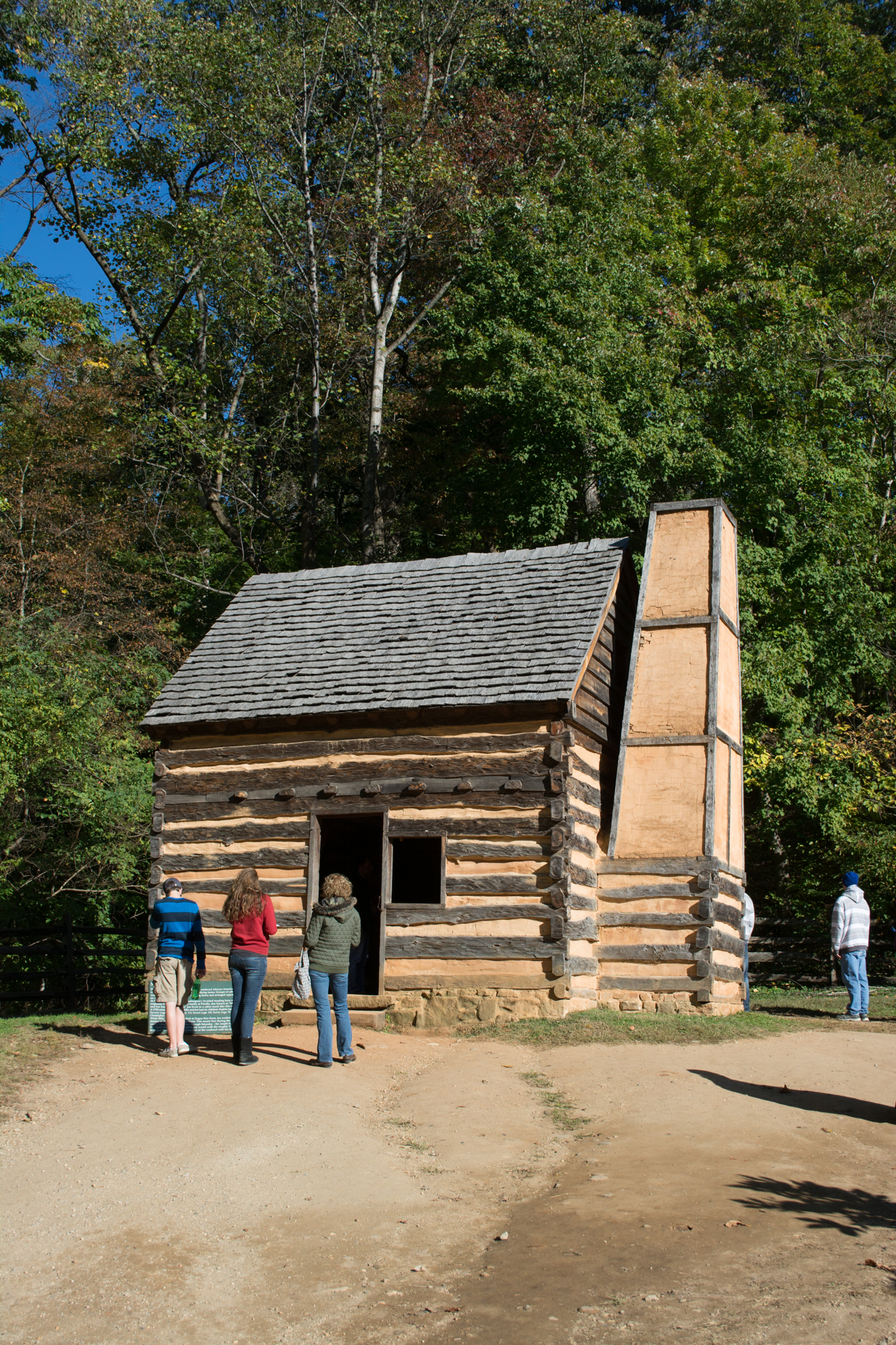
마운트 버넌의 노예 오두막 현대 재건축물

맨션 하우스 농장에서는 대부분의 노예들이 "가족 숙소"로 알려진 2층짜리 목조 건물에 수용되었다. 이 건물은 1792년에 온실 양쪽에 지어진 벽돌 건물 숙소로 대체되었으며, 총 4개의 방이 있었고 각 방은 약 600 제곱피트 (56 m2)였다. 마운트 버넌 여성 협회는 이 방들이 주로 남성 거주자들에게 사생활이 거의 허용되지 않는 이층 침대가 비치된 공동 공간이었다고 결론 내렸다. 맨션 하우스 농장의 다른 노예들은 일하던 별채 위나 통나무 오두막에서 살았다. 이러한 오두막들은 외곽 농장의 표준 노예 숙소였으며, 체서피크만 지역의 하층 백인 자유인 사회와 다른 버지니아 농장의 노예들이 거주하던 숙소와 비슷했다. 그들은 한 가족을 수용하기 위해 168 제곱피트 (15.6 m2)에서 246 제곱피트 (22.9 m2)에 이르는 단일 방을 제공했다. 오두막은 종종 형편없이 지어졌고, 외풍과 방수를 위해 진흙으로 칠해졌으며, 흙바닥이었다. 일부 오두막은 듀플렉스 형태로 지어졌고, 일부 단일 오두막은 수레로 옮길 수 있을 만큼 작았다. 이 오두막의 생활 환경에 대해 알려주는 자료는 거의 없지만, 1798년 한 방문객은 "남편과 아내는 허름한 침대에서 자고, 아이들은 바닥에서 자며, 매우 나쁜 벽난로와 몇 가지 조리 도구가 있었지만, 이 빈곤 속에서도 몇 개의 컵과 찻주전자가 있었다"고 썼다. 다른 자료들은 내부가 연기로 자욱하고 더러웠으며 어두웠고, 창문 대신 셔터로 된 구멍과 밤에는 벽난로만이 조명을 제공했다고 시사한다.
워싱턴은 노예들에게 매년 가을 기껏해야 담요 한 장씩을 제공했는데, 이 담요는 그들이 자신의 침구로 사용했으며 가축 침구용 나뭇잎을 모으는 데도 사용해야 했다. 외곽 농장의 노예들은 매년 다른 버지니아 농장에서 제공되는 옷과 비슷한 기본적인 의류 세트를 지급받았다. 노예들은 옷을 입고 자고 일했으며, 여러 달 동안 낡고 찢어지고 해진 옷을 입고 지냈다. 방문객들과 정기적으로 접촉하는 주거지의 가정 노예들은 더 좋은 옷을 입었다. 집사, 웨이터, 그리고 개인 하인들은 18세기 신사의 세 조각 양복을 기반으로 한 하인복을 입었고, 하녀들은 밭에서 일하는 노예들보다 더 좋은 품질의 옷을 제공받았다.
워싱턴은 자신의 노예들이 충분히 먹되 그 이상은 안 되기를 바랐다. 각 노예에게는 하루에 최소 one 미국 쿼트 (0.95 L) 이상의 콘밀, 최대 eight 온스 (230 g)의 청어, 그리고 가끔 약간의 고기가 기본 식량으로 제공되었는데, 이는 버지니아 노예들에게는 상당히 일반적인 배급량으로, 적당히 힘든 농업 노동에 종사하는 젊은 남성의 칼로리 요구량에는 충분했지만 영양학적으로는 부족했다. 기본 배급량은 노예들이 직접 사냥(일부에게는 총이 허용됨)하고 덫 사냥을 통해 보충되었다. 그들은 자신들의 시간에 가꿀 수 있는 작은 정원 구역에서 직접 채소를 재배했으며, 가금류도 길렀다.
워싱턴은 다른 농장을 방문할 때 노예들에게 팁을 주곤 했으며, 마운트 버넌을 방문하는 사람들도 자신의 노예들에게 비슷하게 보상을 주었을 가능성이 높다. 노예들은 때때로 일반적인 작업이나 특별한 서비스를 제공하여 돈을 벌기도 했다. 예를 들어, 워싱턴은 1775년에 좋은 서비스에 대해 자신의 노예 세 명에게 현금을 보상했고, 1798년에는 한 노예가 교배 중인 암말을 돌본 대가로 수수료를 받았으며, 요리사 헤라클레스는 대통령 주방에서 나오는 음식물 쓰레기를 팔아 많은 수익을 얻었다. 노예들은 또한 자신이 잡거나 재배한 음식을 워싱턴이나 알렉산드리아 시장에 팔고 직접 만든 작은 물건들을 팔아 돈을 벌었다. 그들은 그 수익으로 워싱턴이나 알렉산드리아 상점에서 더 좋은 옷, 가정용품, 그리고 밀가루, 돼지고기, 위스키, 차, 커피, 설탕과 같은 추가 식량을 구입했다.

### 가족과 공동체

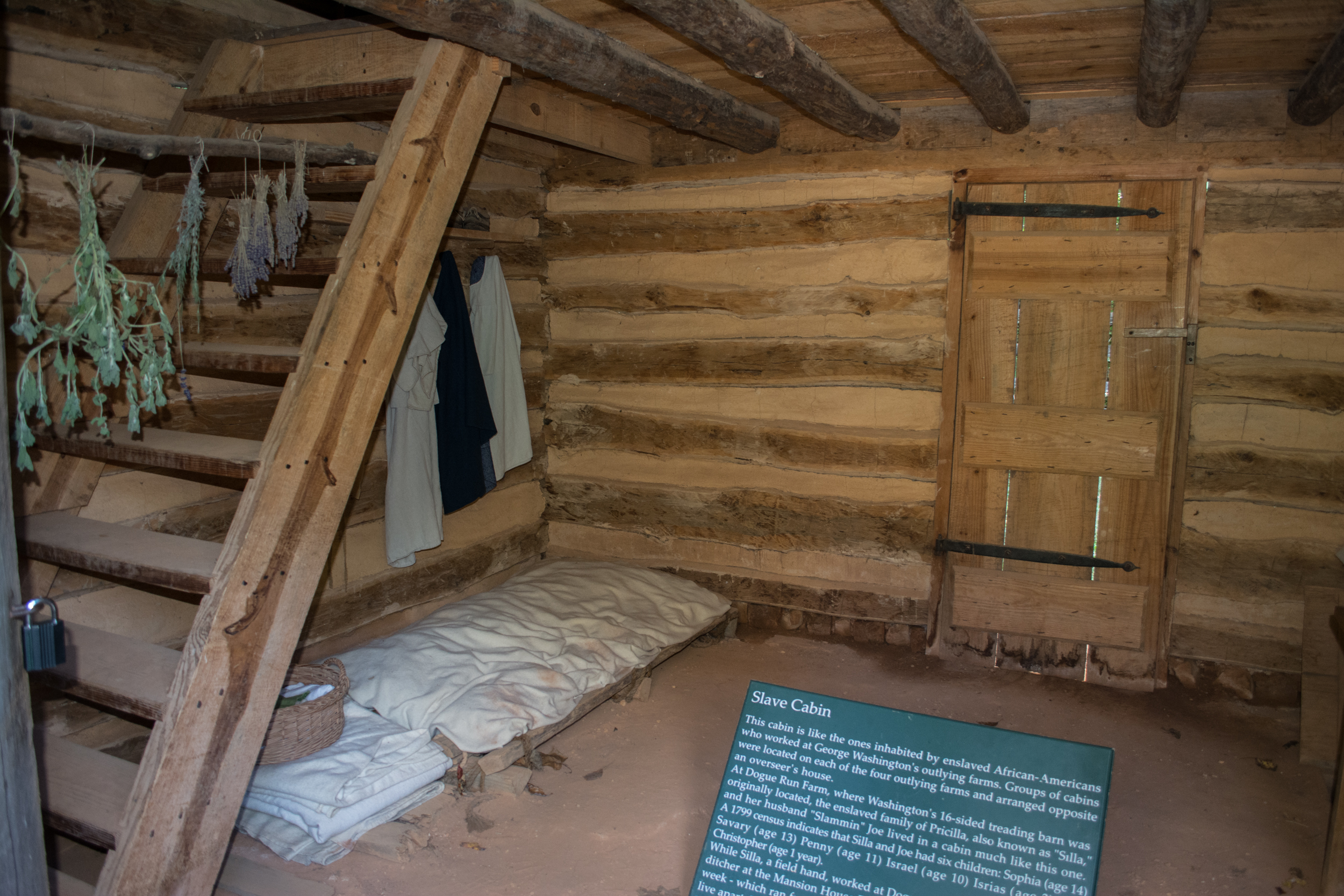
마운트 버넌에 재건축된 노예 오두막 내부

법률은 노예 결혼을 인정하지 않았지만, 워싱턴은 인정했고, 1799년에는 마운트 버넌의 성인 노예 중 약 3분의 2가 결혼한 상태였다. 작업장으로 이동하는 데 걸리는 시간을 최소화하고 생산성을 높이기 위해 노예들은 일하는 농장에 수용되었다. 다섯 농장에 걸쳐 남성과 여성의 불균등한 분포 때문에 노예들은 종종 다른 농장에서 짝을 찾았고, 일상생활에서 남편들은 일상적으로 아내와 자녀들과 떨어져 살았다. 워싱턴은 배우자들을 분리하지 않기 위해 때때로 명령을 취소하기도 했지만, 역사가 헨리 위언첵은 "일반적인 경영 관행으로서 [워싱턴은] 노예 가족의 안정에 대한 무관심을 제도화했다"고 썼다. 1799년 마운트 버넌에 거주하는 96명의 기혼 노예 중 36명만이 함께 살았고, 38명은 배우자가 다른 농장에 살았으며 22명은 배우자가 다른 농장에 살았다. 증거에 따르면 분리된 부부들은 주중에는 정기적으로 방문하지 않았고, 그렇게 하는 것은 워싱턴에게 "밤새 걷는" 행위로 인해 노예들이 너무 지쳐서 일할 수 없다는 불평을 야기했으며, 토요일 밤, 일요일, 공휴일이 가족들이 함께 시간을 보낼 수 있는 주요 시간이었다. 가족 안정에 대한 이러한 무관심이 초래하는 스트레스와 불안에도 불구하고(한 경우에 감독관은 가족의 분리가 "그들에게 죽음과 같다"고 썼다), 결혼은 노예 인구가 자신들만의 공동체를 형성하는 기반이었으며, 이러한 결합의 장수도 드물지 않았다.
여러 세대에 걸친 대가족과 그에 따른 결혼은 소유권을 초월하는 노예 공동체 건설 과정의 일부였다. 예를 들어, 워싱턴의 수석 목수 아이작은 맨션 하우스 농장에서 미망인 노예인 아내 키티와 함께 살았다. 이 부부에게는 1799년에 6세에서 27세 사이의 아홉 딸이 있었고, 이 딸들 중 네 명의 결혼으로 가족은 마운트 버넌 농장 안팎의 다른 농장으로 확장되어 세 명의 손주를 두었다. 아이들은 노예로 태어났으며, 그들의 소유권은 어머니의 소유권에 따라 결정되었다. 노예 아동의 탄생에 부여된 가치는, 만약 기록되었다면, 한 감독관의 주간 보고서에 "증가 9마리 양과 1명의 린나스 남자 아이"라고 명시되어 있다. 새로운 어머니들은 새 담요를 받고 회복을 위해 3~5주 동안 가벼운 업무를 수행했다. 유아는 어머니와 함께 어머니의 직장에 머물렀다. 대다수가 어머니가 새벽부터 황혼까지 일하는 한부모 가정에서 사는 나이든 아이들은 작은 집안일을 했지만, 워싱턴을 위해 일하기 시작할 나이, 보통 11세에서 14세가 될 때까지는 거의 감독 없이 놀도록 방치되었다. 1799년에는 노예 인구의 거의 60%가 19세 미만이었고, 거의 35%가 9세 미만이었다.
노예들이 아프리카 문화적 가치를 이야기 전달을 통해 전승했다는 증거가 있는데, 그 중에는 브레어 래빗 이야기도 포함된다. 이는 아프리카에서 유래한 이야기로, 무력한 개인이 지혜와 지능으로 강력한 권위에 맞서 승리하는 내용이 노예들에게 큰 울림을 주었을 것이다. 아프리카에서 태어난 노예들은 조상들의 종교 의식 중 일부를 가지고 왔으며, 마운트 버넌 농장 중 한 곳에서 부두교가 행해졌다는 미기록된 전통이 있다. 노예 상태는 이슬람의 다섯 기둥을 지키는 것을 불가능하게 만들었지만, 일부 노예 이름은 이슬람 문화적 기원을 나타낸다. 성공회 신자들은 버지니아의 미국 태생 노예들에게 다가갔고, 마운트 버넌의 일부 노예들은 워싱턴이 농장을 인수하기 전에 세례를 받은 것으로 알려져 있다. 1797년 역사 기록에는 마운트 버넌의 노예들이 침례교, 감리교, 퀘이커 교도들과 접촉했다는 증거가 있다. 이 세 개신교 단체는 노예제 폐지를 주장하여 노예들 사이에 자유에 대한 희망을 불러일으켰고, 1803년에 설립된 알렉산드리아 침례교회의 신자 중에는 이전에 워싱턴이 소유했던 노예들도 포함되어 있었다.

### 인종 간 성관계
1799년 마운트 버넌에는 약 20명의 물라토 (혼혈) 노예가 있었다. 그러나 조지 워싱턴이 어떤 노예와도 성관계를 가졌다는 신뢰할 만한 증거는 없다.
노예와 고용된 백인 노동자들 사이의 부성 관계 가능성은 일부 성씨에서 나타난다. 예를 들어, 베티와 톰 데이비스는 1760년대 마운트 버넌의 백인 직조공 토마스 데이비스의 자녀일 가능성이 높다. 조지 영은 1774년 마운트 버넌의 서기였던 동명 남자의 아들일 가능성이 높다. 그리고 저지와 그녀의 여동생 델피는 1770년대와 1780년대 마운트 버넌의 계약 재단사 앤드류 저지의 딸들이다. 백인 감독관들이(요구가 많은 주인 밑에서 노예들과 가깝게 일하고, 자신들의 또래 집단과는 신체적, 사회적으로 고립된 상황에서, 일부는 술에 빠지게 되었는데) 자신이 감독하는 노예들과 성관계를 가졌다는 증거가 있다(흑인이나 백인 감독관과 그들이 감독하는 노예들 사이의 성관계는 동의가 불가능하다고 가정할 때 강간에 해당한다). 마운트 버넌을 방문한 일부 백인 방문객들은 노예 여성이 성적인 호의를 제공할 것으로 기대했던 것으로 보인다. 주거 환경은 일부 노예 여성을 혼자이고 취약하게 만들었으며, 마운트 버넌의 연구 역사가 메리 V. 톰슨은 이러한 관계가 "상호 매력과 애정의 결과일 수도 있고, 권력과 통제의 매우 실제적인 시현일 수도 있으며, 심지어 권위 있는 인물을 조작하는 행위일 수도 있다"고 썼다.

### 저항

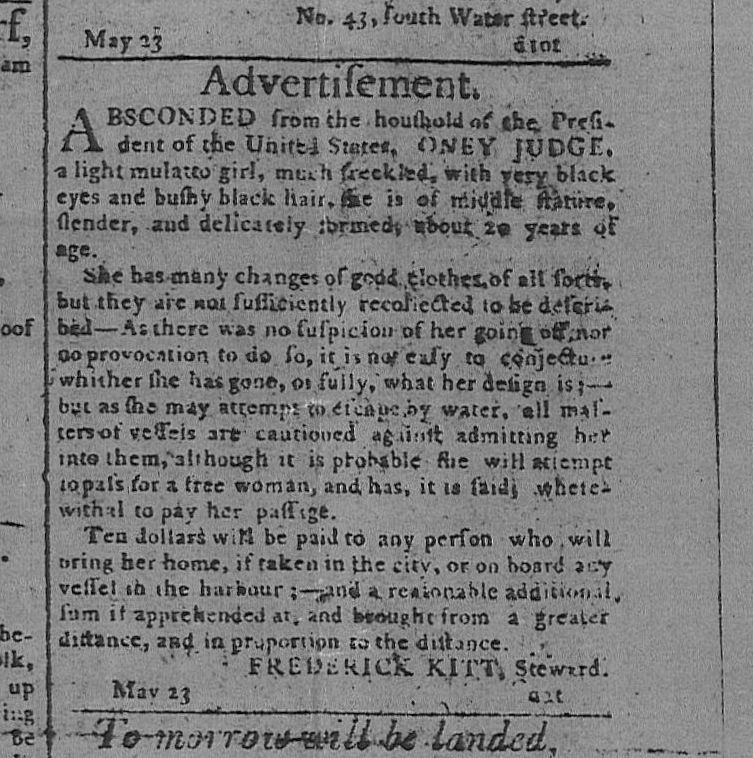
1796년 오니 저지가 대통령 관저에서 도망친 후 펜실베이니아 가제트에 실린 광고

마운트 버넌의 일부 노예들이 워싱턴에 대한 (강제된) 충성심을 느끼게 되었지만, 상당수의 노예들이 보여준 저항은 워싱턴이 자주 언급한 "악행"과 "오래된 속임수"에서 알 수 있다. 가장 흔한 저항 행위는 절도(예: 자력구제의 한 형태)였는데, 이는 너무 흔해서 워싱턴은 이를 일반적인 손실의 일부로 허용했다. 식량은 배급량을 보충하거나 판매하기 위해 도난당했고, 워싱턴은 도구 판매가 노예들의 또 다른 수입원이라고 믿었다. 천과 의류가 허락 없이 자주 사라졌기 때문에 워싱턴은 재봉사들에게 더 많은 재료를 주기 전에 작업 결과와 남은 천 조각을 보여줄 것을 요구했다. 양털 도난을 막기 위해 양털 깎기 전에 양을 씻었고, 저장 구역은 잠가두고 열쇠는 신뢰하는 사람에게 맡겼다. 1792년, 워싱턴은 가축 절도 사건에 사용되고 있다고 믿었던 노예들의 개를 도살하라고 명령했고, 허락 없이 개를 키우는 노예들은 "엄하게 처벌"하고 개들은 목매달라고 판결했다.
노예들이 저항하는 또 다른 방법은 병을 꾀병으로 가장하는 것이었는데, 이는 거의 증명하기 불가능했다. 수년 동안 워싱턴은 노예들 사이에서 질병으로 인한 결근에 대해 점점 더 회의적이 되었고, 진짜 신체적 질병 사례를 인식하는 감독관들의 근면성이나 능력에 대해 우려했다. 1792년에서 1794년 사이에 워싱턴이 대통령으로서 마운트 버넌을 떠나 있는 동안, 질병으로 인한 결근 일수는 그가 마운트 버넌에 거주하며 직접 상황을 통제할 수 있었던 1786년에 비해 10배 증가했다. 한 사례에서는 워싱턴이 한 노예가 수십 년 동안 고의적인 자해 행위를 통해 자주 일을 회피했다고 의심했다.
노예들은 자신의 독립성을 주장하고 워싱턴을 그들의 작업 속도와 품질로 좌절시켰다. 1760년, 워싱턴은 자신의 목수 네 명이 개인 감독하에 목재 생산량을 네 배로 늘렸다고 기록했다. 35년 후, 그는 자신의 목수들을 "게으른... 악당들"이라고 비하했는데, 이들은 필라델피아에서 2~3일 만에 끝낼 수 있는 작업을 마운트 버넌에서는 한 달 이상 걸렸다. 마사가 없을 때는 재봉사들의 생산량이 떨어졌고, 방직공들은 감독관들을 그녀에게서 멀리 떨어뜨려 놓으면서 속도를 늦출 수 있다는 것을 알게 되었다. 도구들은 정기적으로 분실되거나 손상되어 작업이 중단되었고, 워싱턴은 효율성을 향상시킬 수 있는 혁신을 도입하는 것을 절망했는데, 이는 노예들이 새로운 기계를 조작하기에는 너무 서툴다고 가정했기 때문이다.
가장 강력한 저항 행위는 도망치는 것이었으며, 1760년에서 1799년 사이에 워싱턴의 통제를 받던 최소 47명의 노예가 그렇게 했다. 이들 중 17명(남성 14명, 여성 3명)은 1781년 마운트 버넌 근처 포토맥강에 정박한 영국 전함으로 탈출했다. 일반적으로 성공적인 탈출의 가장 좋은 기회는 영어가 능숙하고, 자유인으로 자립할 수 있는 기술을 가지고 있으며, 주인과 충분히 가깝게 접촉하여 특별한 특권을 받을 수 있는 2세대 또는 3세대 아프리카계 미국인 노예에게 있었다. 특히 재능 있는 재봉사였던 오니 저지와 헤라클레스 포시는 각각 1796년과 1797년에 탈출하여 재포획을 피했다. 워싱턴은 이 용감한 도망자들의 재포획을 심각하게 받아들였고, 세 경우에는 재포획된 노예들이 서인도 제도에서 팔려나갔는데, 그곳의 가혹한 환경에서 노예들이 겪는 상황을 고려할 때 사실상 사형 선고였다.

### 통제
노예제는 노예들이 두려움 속에서 살아가는 체제였습니다. 팔려나갈까 봐, 가족이나 자녀 또는 부모와 헤어질까 봐, 자신의 몸이나 삶을 통제할 수 없을까 봐, 자유를 결코 알 수 없을까 봐 두려워했습니다. 옷이 어떻든, 먹는 음식이 어떻든, 숙소가 어떻든, 노예들은 그 두려움과 함께 살았습니다. 그리고 그것이 노예제의 심리적 폭력이었습니다. 그렇게 노예 소유주들은 노예들을 통제했습니다.
워싱턴은 노예들의 규율과 생산성을 장려하기 위해 보상과 처벌을 모두 사용했다. 한 경우, 그는 "추가적인 교정"보다 "충고와 조언"이 더 효과적일 것이라고 제안했으며, 때때로 더 나은 성과를 장려하기 위해 노예의 자존심에 호소하기도 했다. "가장 가치 있는" 노예들에게는 더 좋은 담요와 의류 직물 형태의 보상이 주어졌으며, 좋은 행동에 대한 현금 지불 사례도 있다. 그는 원칙적으로 채찍 사용에 반대했지만, 이를 필요한 악으로 보았고, 일반적으로 마지막 수단으로, 노예들이 (그의 말에 따르면) "정당한 수단으로 그들의 의무를 다하지 않을 경우" 남녀 노예 모두에게 가끔씩 사용하는 것을 승인했다. 1758년 감독관이 "잘못을 발견"했을 때 목수들이 채찍질을 당했다는 기록, 1773년 옥수수를 훔치고 도망친 제미라는 노예가 채찍질을 당했다는 기록, 그리고 1793년 건방지고 일을 거부한 샬럿이라는 재봉사가 감독관에게 "기세를 꺾거나 등을 벗겨내기 위해" 채찍질을 당했다는 기록이 있다.
워싱턴은 그의 감독관 중 한 명이 채찍질을 집행하는 '열정'이 역효과를 낳는다고 생각했고, 샬롯이 14년 동안 채찍질을 당하지 않았다는 항변은 신체적 처벌이 사용된 빈도를 나타낸다. 채찍질은 감독관이 검토한 후에 이루어졌는데, 워싱턴은 노예들이 변덕스럽고 극단적인 처벌을 받지 않도록 이 시스템을 요구했다. 워싱턴 자신은 노예를 채찍질하지 않았지만, 때때로 그들이 기대한 대로 행동하지 않을 경우 언어 폭력과 신체 폭력을 사용했다. 동시대인들은 일반적으로 워싱턴을 침착한 태도를 가진 사람으로 묘사했지만, 그를 사적으로 알았던 사람들의 여러 보고서에는 그의 성질에 대한 언급이 있다. 한 사람은 "사적으로 특히 하인들과 함께 있을 때 그의 폭력성이 때때로 터져 나왔다"고 썼다. 또 다른 사람은 워싱턴의 하인들이 "그의 눈을 지켜보고 그의 모든 소원을 예상하는 듯했다; 따라서 한 번의 눈빛은 명령과 같았다"고 보고했다. 밭일로 강등, 체벌, 서인도 제도로의 선적 위협은 그가 노예 인구를 통제하는 시스템의 일부였다.

## 워싱턴의 태도 변화

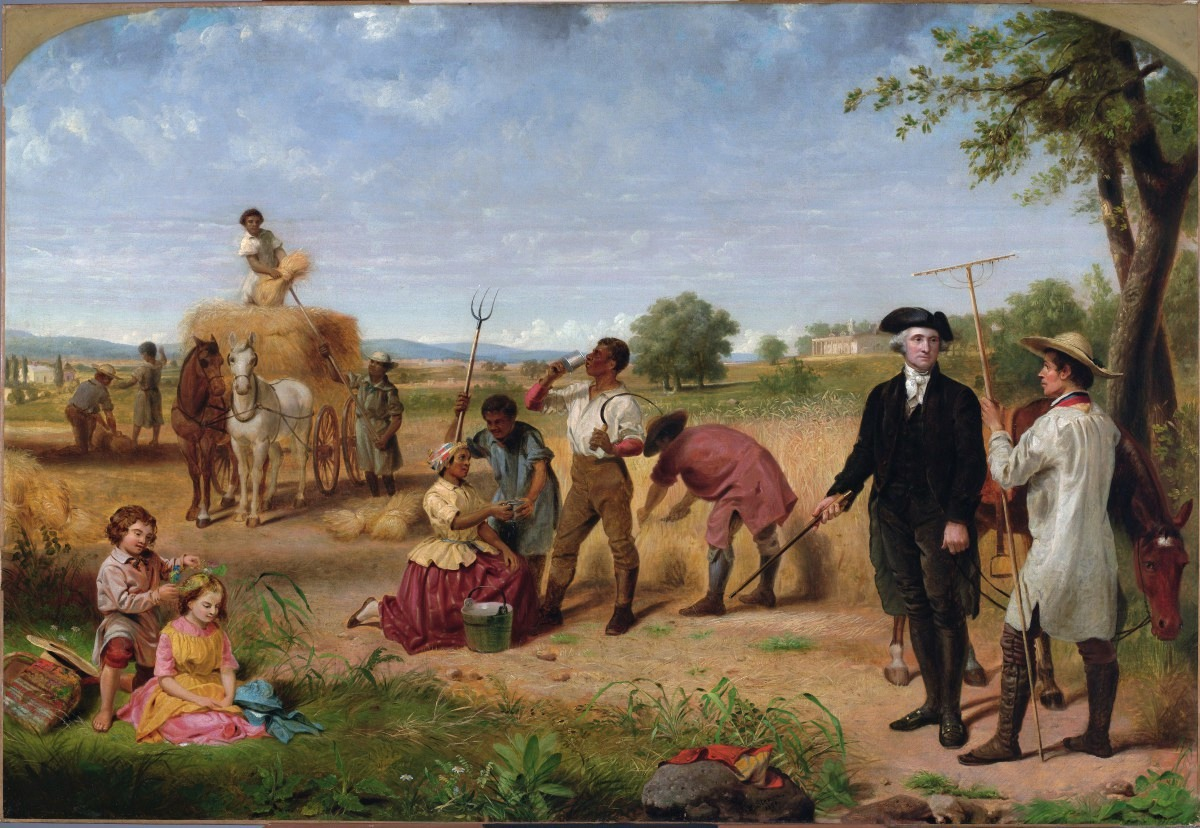
조지 워싱턴의 삶: 농부 (주니어스 브루투스 스턴스 작, 1851년)

노예제에 대한 워싱턴의 초기 견해는 당시 버지니아의 어떤 농장주와도 다르지 않았다. 그는 이 제도에 대해 도덕적인 양심의 가책을 전혀 보이지 않았고, 나중에 노예제 폐지를 지지했을 때처럼 그 당시에도 노예들을 "재산의 한 종류"로 언급했다. 노예 경제는 워싱턴이 이 제도에 대해 처음으로 의문을 품게 만든 계기가 되었으며, 이는 노예제에 대한 그의 태도가 서서히 변화하기 시작했음을 알린다. 1766년까지 그는 노동 집약적인 담배 재배에서 덜 힘든 곡물 농업으로 사업을 전환했다. 그의 노예들은 담배 재배보다 더 많은 기술을 요구하는 다양한 작업에 고용되었다. 곡물과 채소 재배 외에도 소 사육, 방적, 직조, 목공 작업에도 종사했다. 일부 학자들은 이러한 전환이 워싱턴에게 노예의 잉여를 초래했고 노예 노동 시스템의 비효율성을 그에게 드러냈다고 주장했지만, 다른 견해는 이러한 전환이 노예의 잉여를 초래하지 않았다는 것이다. 워싱턴이 그들을 위한 다른 생산적인 일을 찾았기 때문이다.
혁명 이전에 워싱턴이 노예제의 윤리성에 대해 심각하게 의문을 제기했다는 증거는 거의 없다. 1760년대에 그는 종종 선술집 복권에 참여했는데, 이는 채무 불이행자들의 빚을 기분 좋은 군중에게 자산을 경매하여 해결하는 행사였다. 1769년, 워싱턴은 그러한 복권 중 하나를 공동 관리했는데, 이 복권에서는 55명의 노예가 팔렸고, 그 중 6가족과 자녀를 둔 여성 5명이 포함되었다. 더 가치 있는 기혼 남성들은 아내와 자녀들과 함께 복권에 나왔고, 덜 가치 있는 노예들은 가족과 분리되어 다른 로트에 포함되었다. 예를 들어, 로빈과 벨라는 부부로 함께 복권에 나왔지만, 그들의 자녀인 12세의 수키와 7세의 베티는 별도의 로트에 등록되었다. 가족이 함께 남을지는 오직 운에 달려 있었고, 1,840장의 티켓이 판매되었으므로 확률은 좋지 않았다.
역사가 헨리 위언첵은 워싱턴이 자신이 참여했던 이 잔혹성에 느낀 혐오감이 노예 가족을 매매나 구매로 찢어 놓지 않기로 결정하게 했으며, 이는 워싱턴의 노예제 도덕성에 대한 사고 전환의 시작을 알린다고 결론 내린다. 위언첵은 1775년 워싱턴이 빚 상환을 위해 받아들이기로 동의했던 노예의 가족을 찢어 놓는 대신, 그가 필요했던 것보다 더 많은 노예를 데려왔다고 쓴다. 역사가 필립 D. 모건과 피터 헨리케스는 위언첵의 결론에 회의적이며 이 단계에서 워싱턴의 도덕적 사고에 변화가 있었다는 증거가 없다고 믿는다. 모건은 1772년 워싱턴이 "오로지 사업만 생각했고" "가축을 사는 것과 같았을 수도 있다"고 썼는데, 워싱턴의 말에 따르면 "곧게 뻗은 사지를 가지고 있고 모든 면에서 강하고 유망하며, 좋은 이빨과 좋은 인상을 가진" 더 많은 노예를 구매했기 때문이다. 모건은 1775년 구매에 대해 다른 설명을 하는데, 워싱턴이 노예의 가족과의 분리에 대한 저항 때문에 그 노예를 되팔았으며, 그렇게 하기로 한 결정은 "노예 가족을 찢어 놓고 싶지 않다고 말했지만 종종 그렇게 했던 대규모 버지니아 농장주들의 전통적인 경건함에 불과했다"고 썼다.

### 미국 독립 혁명

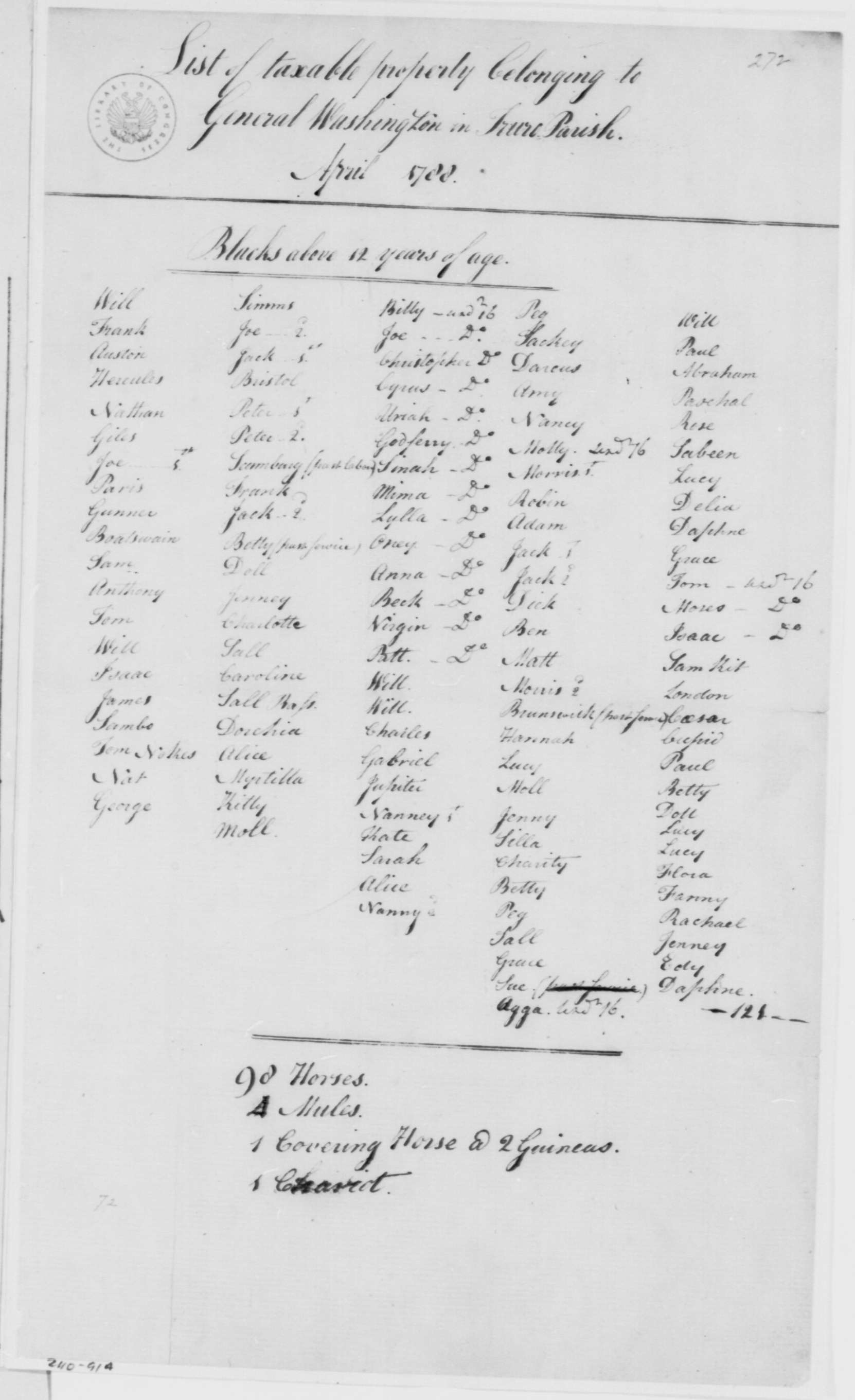
1788년 4월 워싱턴의 과세 대상 재산: 노예 121명("12세 이상 흑인"), 말 98마리, 노새 4마리, 종마 1마리("교배마"), 마차 1대

1760년대 후반부터 워싱턴은 대영 제국 내에서 북미 식민지의 종속적 지위에 대해 점점 더 급진적인 입장을 취하게 되었다. 1774년에 그는 페어팩스 결의 채택에 핵심적인 역할을 했으며, 이는 식민지 권리 주장을 넘어 대서양 노예 무역을 도덕적인 이유로 비난했다. 워싱턴은 문서 전체에 서명했으며, 따라서 "이러한 사악하고 잔인하며 비정상적인 무역이 영원히 중단되기를 간절히 바란다"는 제17조를 공개적으로 지지했다.
그는 1774년 여름, 영국 당국이 식민지들에 "노예의 족쇄를 채우기 위해 모든 술수와 전제 정치를 동원하고 있다 [sic]"고 말하면서 영국과의 갈등이 심화되는 것을 노예제의 관점에서 표현하기 시작했다. 2년 후, 미국 독립 전쟁이 시작될 무렵 케임브리지에서 대륙육군의 지휘를 맡으면서 그는 군대 명령서에 "우리가 참여하고 있는 것은 고귀한 대의이며, 덕과 인류의 대의이다... 우리의 행동의 결과는 자유 또는 노예제여야 한다"고 썼다. 노예 소유주들이 독립 전쟁을 자신들을 노예 상태에서 해방하기 위한 투쟁으로 묘사하는 데 내재된 위선 또는 역설은 영국 작가 새뮤얼 존슨에게 간과되지 않았고, 그는 "우리가 어떻게 노예를 부리는 자들 사이에서 자유를 위한 가장 큰 외침을 듣는가?"라고 물었다. 존슨에게 답하는 듯이 워싱턴은 1774년 8월 친구에게 "우리가 권리를 주장하거나, 관습과 사용이 우리를 우리가 그렇게 독재적으로 다스리는 흑인들처럼 길들여지고 비천한 노예로 만들 때까지, 우리에게 쌓일 수 있는 모든 부담에 굴복해야 할 위기가 도래했다"고 썼다.
워싱턴은 노예든 자유인이든 아프리카계 미국인을 무장시키는 것에 대한 백인들 사이의 남부 공통의 우려를 공유했으며, 처음에는 어느 쪽도 대륙육군에 받아들이기를 거부했다. 그는 1775년 11월 버지니아의 왕실 총독 던모어 경이 영국군에 입대한 반란 소유 노예들에게 자유를 제공하는 선언을 발표했을 때 자유 아프리카계 미국인에 대한 입장을 바꿨다. 3년 후 심각한 병력 부족에 직면하여 워싱턴은 아프리카계 미국인 병사 대대를 모집하기 위한 로드아일랜드의 계획을 승인했다.
워싱턴은 1779년 그의 젊은 보좌관 존 로렌스가 3,000명의 사우스캐롤라이나 노예 노동자들을 모집하여 해방으로 보상하자는 제안에 대해 신중한 반응을 보였다. 그는 그러한 움직임이 영국도 똑같이 하도록 유도하여 미국이 불리한 위치에 놓이게 되는 군비 경쟁으로 이어질 것을 우려했고, 남아있는 노예들 사이에서 불만을 조장할 것을 걱정했다. 1780년, 그는 자신의 사령관 중 한 명에게 아프리카계 미국인 신병들을 "흑인 부대의 이름과 모습을 없애기 위해" 통합할 것을 제안했다.
전쟁 중 약 5,000명의 아프리카계 미국인들이 베트남 전쟁 이전의 어떤 미군보다 더 통합된 대륙육군에서 복무했으며, 또 다른 1,000명은 대륙해군에서 복무했다. 그들은 동원된 모든 미군의 3% 미만을 차지했지만, 1778년에는 대륙육군의 13%를 차지하기도 했다. 전쟁이 끝날 무렵에는 남부 심층부에서 모집된 부대를 제외하고 사실상 모든 부대에서 아프리카계 미국인들이 백인들과 함께 복무하고 있었다.
워싱턴의 노예제에 대한 태도 변화의 첫 징후는 1778년과 1779년 워싱턴이 자리를 비운 동안 마운트 버넌을 관리했던 룬드 워싱턴과의 서신 교환에서 나타났다. 서신 교환에서 갈등을 겪던 워싱턴은 "흑인들을 없애고 싶다"는 바람을 표현했지만, 그들을 공개적인 장소에서 판매하는 것에 대한 그의 꺼림칙함과 "남편과 아내, 그리고 부모와 자녀가 서로 분리되지 않기를" 바란다는 점을 분명히 했다. 가족을 분리하지 않겠다는 그의 결심은 자신의 노예들을 매매하고 궁극적으로 해방시키는 것에 대한 그의 숙고에 큰 걸림돌이 되었다. 워싱턴의 제한은 룬드를 1778년에 이미 거의 팔아버린 두 명의 여성 노예와 관련하여 어려운 입장에 놓이게 했고, 룬드의 짜증은 워싱턴에게 명확한 지시를 요청하는 데서 분명히 드러났다. 워싱턴이 가족을 찢어 놓는 것을 꺼려했음에도 불구하고, 이 단계에서 도덕적 고려가 그의 사고에 어떤 역할도 했다는 증거는 거의 없다. 그는 경제적으로 불가능한 시스템에서 자신을 해방시키려 했지, 노예들을 해방시키려 한 것이 아니었다. 그들은 여전히 그가 이익을 기대하는 재산이었다. 심각한 전시 평가 절하 기간 동안 문제는 노예들을 팔 것인가가 아니라, 언제, 어디서, 어떻게 가장 잘 팔 것인가였다. 룬드는 1779년 1월에 두 명의 여성을 포함하여 9명의 노예를 팔았다.
전쟁이 끝날 무렵 워싱턴의 행동은 노예제 반대 성향을 거의 드러내지 않았다. 그는 자신의 노예들을 되찾는 데 열심이었고, 영국군이 대피시킨 80,000명 이상의 전 노예들에 대한 영국의 보상 제안을 고려하기를 거부했다. 워싱턴은 영국이 "어떤 흑인이나 다른 미국 거주민의 재산을 가져가지 않을 것"이라고 금지한 예비 평화 조약의 조항에 따라 그들을 소유주에게 돌려보내야 한다고 주장했지만 성공하지 못했다. 1783년 사임하기 전에 워싱턴은 신생 국가의 존재를 위협하는 문제들에 대한 자신의 의견을 국가들에게 보내는 회람에서 제시할 기회를 가졌다. 이 회람 편지는 "지역적 편견"을 강하게 비난했지만, "마지막은 직접 관련된 이들의 건전한 판단과 진지한 고려에 맡긴다"며 구체적인 내용은 언급하지 않았다.

### 연방 시기

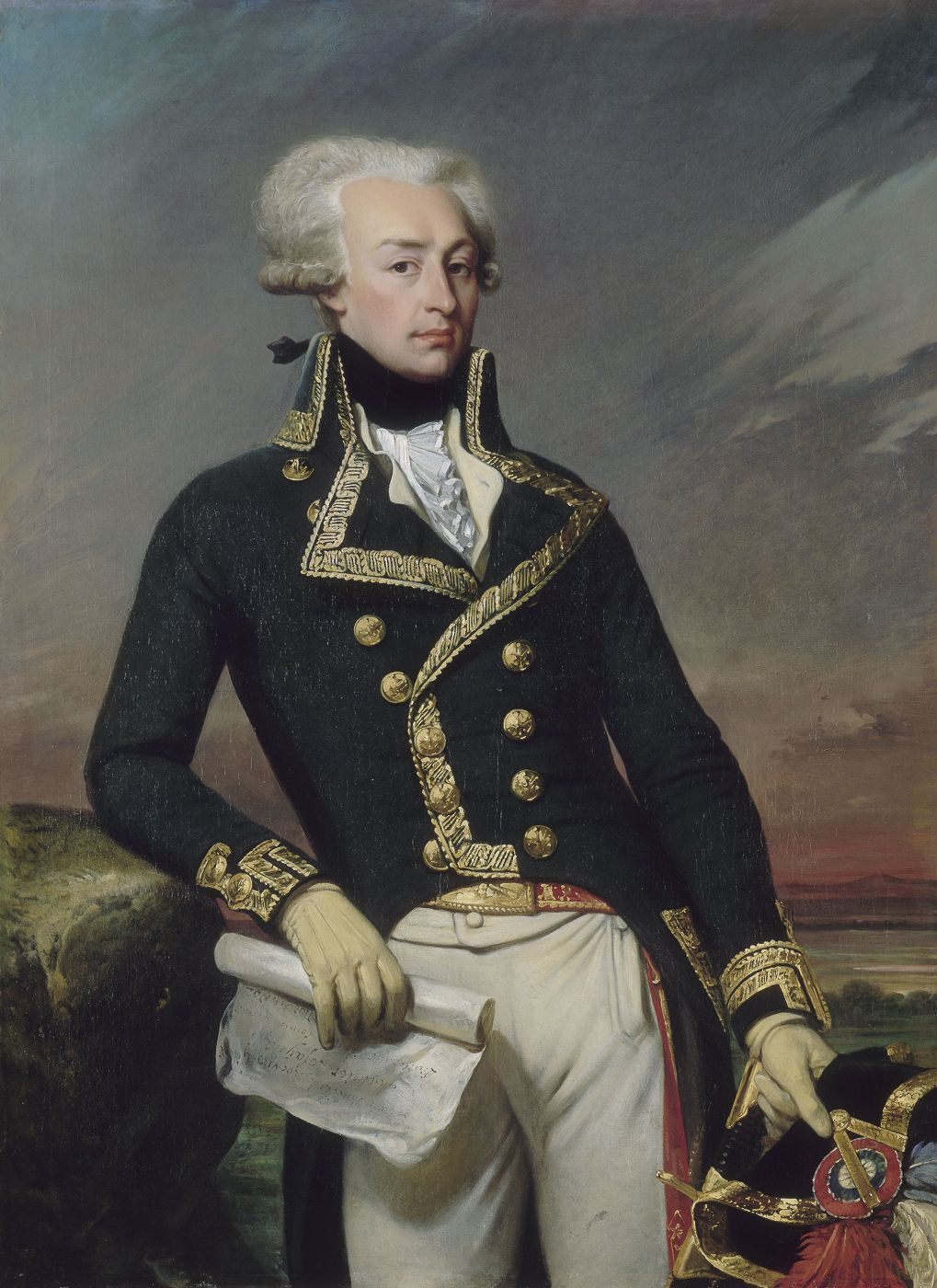
라파예트 후작

소유주가 노예를 해방시키는 행위인 노예 해방에 관한 법률이 1782년에 자유화된 후, 해방은 버지니아에서 주요 쟁점이 되었다. 1782년 이전에는 노예 해방을 위해서는 주 의회의 동의를 얻어야 했으며, 이는 힘들고 거의 허용되지 않았다. 1782년 이후, 혁명을 이끈 수사학에 영감을 받아 노예를 해방하는 것이 인기를 얻었다. 버지니아의 자유 아프리카계 미국인 인구는 1780년에서 1800년 사이에 약 3,000명에서 20,000명 이상으로 증가했다. 1800년 미국 인구 조사에 따르면 버지니아에는 약 350,000명의 노예가 있었고, 그 무렵 노예제 옹호 세력이 다시 힘을 얻었다. 역사가 케네스 모건은 "혁명 전쟁은 [워싱턴의] 노예제에 대한 사고에 결정적인 전환점이었다. 1783년 이후... 그는 노예 문제에 대한 내면의 갈등을 더 자주 표현하기 시작했지만, 항상 사적으로만 그렇게 했다..."고 썼다. 필립 모건은 여러 전환점을 제시하며 단일한 전환점이 결정적이었다고 믿지 않지만, 대부분의 역사가들은 혁명이 워싱턴의 노예제에 대한 태도 변화에 핵심적이었다는 데 동의한다. 남성의 권리에 대한 혁명적 수사, 워싱턴과 함께 복무했던 젊은 노예제 폐지론자 장교들(로렌스, 라파예트 후작, 알렉산더 해밀턴 등)과의 긴밀한 접촉, 북부 동료들의 영향이 그 과정에 기여했을 가능성이 높다.
워싱턴은 노예제 폐지론자 친구들과 그들의 국제적인 노예제 폐지론자 네트워크, 그리고 노예제 폐지 운동이 생산한 문헌을 통해 전후 노예제 폐지 담론에 참여하게 되었지만, 그는 이 문제에 대한 자신의 의견을 자발적으로 내놓는 것을 꺼려했고, 일반적으로 주제가 먼저 제기되었을 때만 그렇게 했다. 그의 사망 당시, 워싱턴의 방대한 도서관에는 노예제에 관한 최소 17권의 출판물이 포함되어 있었다. 그 중 6권은 비싼 값으로 제본된 '노예제에 관한 논문집(Tracts on Slavery)'이라는 한 권에 묶여 있었는데, 이는 그가 그 선택에 상당한 중요성을 부여했음을 나타낸다. 6권 중 5권은 1788년 이후에 출판되었다. 이 여섯 권 모두 공통된 주제를 공유했는데, 노예들이 해방되기 전에 먼저 자유의 의무에 대해 교육을 받아야 한다는 것이었다. 이는 워싱턴이 1798년에 직접 표현했다고 전해지는 믿음이며, 노예제 폐지는 점진적인 입법 과정을 통해 이루어져야 한다는 생각으로, 연방 시기 동안 워싱턴의 서신에 나타나기 시작했다.
워싱턴은 전 워싱턴 문서의 편집장이었던 도로시 투히그가 "거만한 요구"와 "복음주의적 경건"이라고 묘사한 퀘이커교도들의 노예제 폐지 노력에 깊은 인상을 받지 못했고, 1786년에는 그들이 "현재 주인들과 함께 남아 행복하고 만족하는" 노예들을 "조작하고 유혹"하는 것에 대해 불평했다. 가장 급진적인 노예제 폐지론자들만이 즉각적인 노예 해방을 요구했다. 즉각적인 (점진적 노예 해방 대신) 해방은 심각한 불의를 신속하게 해결했을 것이지만, 신중한 노예제 폐지론자들은 갑작스러운 해방이 노동 시장을 혼란에 빠뜨리고, 노예 소유주들이 돌봐야 했던 노년층과 병약자들을 혼란에 빠뜨릴 것을 우려했다. 색깔을 불문하고 많은 수의 실업 빈민은 18세기 미국에서 우려의 원인이 되었으며, 추방과 해외 재정착이 종종 노예 해방 담론의 일부였다. 노예제의 갑작스러운 종식은 인간 재산을 귀중한 자산으로 여겼던 노예 소유주들에게 상당한 재정적 손실을 초래했을 것이다. 점진적 노예 해방은 그러한 손실을 완화하고 노예제를 유지하는 데 재정적 이해관계가 있는 사람들의 반대를 줄이는 방법으로 여겨졌다.
1783년 라파예트는 해방 노예들을 위한 실험 정착촌을 설립하는 공동 사업을 제안했는데, 워싱턴의 선례와 함께 "일반적인 관행이 될 수도 있다"고 했지만, 워싱턴은 이를 거부했다. 라파예트가 계획을 추진하자 워싱턴은 격려했지만 1786년에는 갑작스러운 해방이 야기할 수 있는 "많은 불편과 해악"에 대해 우려를 표명했고, 그 아이디어에 실질적인 지원을 제공하지 않았다.
워싱턴은 1785년에 저명한 감리교도인 토머스 코크와 프랜시스 애스버리에게 노예 해방 입법에 대한 지지를 표명했지만, (코크가 말했듯이) "버지니아 주의회가 모든 노예의 즉각적 또는 점진적 해방을 위한 법률을 통과시키도록" 요청하는 그들의 청원에 서명하는 것을 거부했다. 워싱턴은 그러한 입법에 대한 자신의 지지를 버지니아의 위대한 인물들 대부분에게 사적으로 전달했으며, 주의회가 감리교도들의 청원에 대해 진지한 심의를 시작한다면 버지니아 의회에 편지로 이 문제에 대해 공개적으로 언급하겠다고 약속했다. 역사가 레이시 포드는 워싱턴이 기만했을 수도 있다고 쓴다. "아마도 워싱턴은 점진적 해방에 대한 일반적인 욕망에 대해서는 솔직했지만, 공개적으로 이를 지지할 의지에 대해서는 기만했을 것이다. 마운트 버넌의 주인은 거의 확실히 입법부가 청원을 즉시 보류할 것이고, 따라서 이 문제에 대해 공개적으로 언급할 의무에서 그를 해방시킬 것이라고 추론했을 것이다." 이 법안은 버지니아 하원에서 아무런 반대 없이 거부되었는데, 노예제 폐지론자 입법자들이 불가피한 패배를 겪기보다는 신속하게 물러섰기 때문이다. 워싱턴은 라파예트에게 절망적으로 썼다: "지난 회기에서 의회에 노예제 폐지를 위한 몇몇 청원이 제출되었지만, 그들은 거의 읽히지도 못했습니다." 제임스 토머스 플렉스너의 해석은 레이시 포드의 것과 다소 다르다: "워싱턴은 버지니아에서 점진적 해방을 향한 진정한 움직임이 시작될 수 있다면 감리교도들의 청원을 공개적으로 지지할 용의가 있었다." 플렉스너는 만약 워싱턴이 버지니아에서 해방을 더욱 과감하게 추진했다면, "그는 의심할 여지 없이 노예제 종식을 달성하지 못했을 것이고, 헌법 제정 회의와 대통령직에서 그가 수행한 역할을 확실히 불가능하게 만들었을 것이다"라고 덧붙인다.
헨리케스는 워싱턴이 노예제에 대한 생각에서 후세의 판단을 중요하게 여겼다고 지적하며, "[워싱턴]만큼 세속적인 불멸을 강하게 염원한 사람은 없었으며, 그는 노예 소유가 자신의 역사적 위치를 훼손할 것임을 이해했다"고 썼다. 필립 모건 또한 명예로운 사람으로서 워싱턴의 명성과 대중적 존경을 향한 강렬한 열망의 중요성을 언급한다. 1785년 12월, 퀘이커교도이자 버지니아 출신인 로버트 플레전트는 "워싱턴의 아픈 곳을 찔렀다"고 모건은 썼는데, 그가 워싱턴에게 노예 소유주로 남아 있으면 그의 명성이 영원히 더럽혀질 것이라고 말했기 때문이다. 이듬해 메릴랜드 정치인 존 프랜시스 머서와의 서신에서 워싱턴은 노예 구매에 대해 "큰 혐오감"을 표현했으며, "특별한 상황이 나를 강요하지 않는 한" 더 이상 노예를 구매하지 않을 것이라고 명시했고, 점진적인 입법 과정을 통해 노예 제도가 종식되기를 바란다는 점을 분명히 했다. 그는 노예제 폐지 입법에 대한 지지를 사적으로, 그러나 널리 표현했으며, 버지니아의 주요 인사들과 이 견해를 공유했고, 머서와 건국의 아버지 펜실베이니아의 로버트 모리스를 포함한 다른 지도자들에게 워싱턴은 다음과 같이 썼다:
저는 그 폐지를 위한 계획이 채택되기를 저보다 더 진심으로 바라는 사람은 없다고 말할 수 있을 뿐입니다. 하지만 이를 달성할 수 있는 유일하고 적절하며 효과적인 방법은 입법부의 권한을 통하는 것입니다. 그리고 이것은 제가 지지하는 한 결코 부족하지 않을 것입니다.
워싱턴은 여전히 농장을 일굴 노동력이 필요했고, 노예제 외에는 대안이 거의 없었다. 펜실베이니아 남부에서는 고용 노동력이 부족하고 비쌌으며, 혁명으로 인해 영국으로부터의 계약 하인과 죄수 노동력 공급이 중단되었다. 워싱턴은 전쟁 후 노예 구매를 크게 줄였지만, 이것이 도덕적인 결정이었는지 실용적인 결정이었는지는 명확하지 않다. 그는 자신의 재고와 그 잠재적 후손이 현재 및 예측 가능한 필요에 충분하다고 반복해서 언급했다. 그럼에도 불구하고, 그는 1786년에 존 머서와 채무 상환으로 6명의 노예를 받는 것을 협상했고, 이듬해 헨리 리에게 벽돌공을 구매하고 싶다는 의사를 표명했다. 1788년, 워싱턴은 바톨로뮤 댄드리지의 유산에서 33명의 노예를 빚 청산으로 취득했고, 그들을 댄드리지의 미망인과 함께 뉴켄트군 파모크라의 그녀의 농장에 남겼다. 같은 해 후반, 그는 프랑스의 주요 노예제 폐지론자인 자크 브리소의 제안을 거절했는데, 버지니아에 노예제 폐지 단체를 설립하고 회장이 되어 달라는 요청이었다. 그는 그러한 단체에 찬성하고 지지하겠지만, 아직 이 문제에 맞설 때가 아니라고 말했다. 역사가 제임스 플렉스너는 일반적으로 "워싱턴은 버지니아에서 노예 해방을 향한 진정한 움직임이 시작될 수 있다면 자신이 이를 지지할 것이라고 말하는 것에 국한했다. 그러한 움직임은 시작될 수 없었다"고 썼다.

### 미국 헌법 제정
워싱턴은 1787년 필라델피아 제헌회의를 주재했는데, 이 회의에서 노예제 문제가 얼마나 폭발적이며, 노예제 폐지 세력이 국가 통합과 강력한 연방 정부 수립을 보장하기 위해 이 억압적인 제도의 유지를 얼마나 기꺼이 받아들였는지가 명백해졌다. 헌법은 노예제를 허용했지만 의무화하지는 않았으며, 인간을 전국적으로 재산으로 취급하는 것을 승인하는 것으로 해석될 수 있는 "노예"라는 단어 사용을 의도적으로 피했다. 각 주는 원하는 대로 이를 유지하거나 변경하거나 폐지할 수 있었지만, 의회는 각 주에서 이러한 결정에 영향을 미치는 다양한 정책을 만들 수 있었다. 1776년 현재 노예제는 13개 식민지 모두에서 합법이었지만, 1799년 12월 워싱턴 사망 당시에는 8개의 자유주와 9개의 노예주가 있었으며, 이러한 분할은 완전히 헌법적이라고 여겨졌다.
새 헌법에 대한 남부 주들의 지지는 노예제를 보호하는 양보를 허용함으로써 확보되었는데, 여기에는 도주노예 조항과 의회가 20년 동안 대서양 노예 무역을 금지하지 않겠다는 약속, 그리고 노예 반란과 같은 반란 진압을 의회가 승인할 수 있는(그러나 의무화하지는 않는) 조항이 포함되었다. 헌법에는 또한 양쪽 모두에 영향을 미치는 3/5 타협이 포함되었다. 세금 및 대표성을 위해 노예 5명 중 3명이 계산되었는데, 이는 각 노예주가 모든 노예를 계산했을 때보다 세금을 덜 내지만 의회에서는 대표성이 줄어든다는 것을 의미했다. 회의 후 워싱턴의 지지는 주들이 문서를 비준하는 데 결정적인 역할을 했다.

### 대통령 재임 기간
제가 부분적으로 고용한 사람들의 불행한 상황은 유일하게 피할 수 없는 후회의 대상이었습니다. 그들 중 성인들을 그들의 실제 무지와 무모함이 허용하는 한 편안하고 안락하게 만들고, 떠오르는 세대가 그들이 태어난 운명과는 다른 운명을 준비할 수 있는 기반을 마련하는 것은 제 마음에 약간의 만족감을 주었고, 창조주의 정의에 불쾌하지 않기를 바랐습니다.
워싱턴의 탁월한 지위는 그가 자신의 노예들과 관련하여 취하는 모든 조치가 나라를 분열시킬 위협이 있는 노예제에 대한 국가적 논쟁에서 성명이 될 것임을 보장했다. 위언첵은 워싱턴이 1789년 대통령직을 맡으면서 정확히 그러한 성명을 내는 것을 고려했다고 시사한다. 워싱턴의 전기 작가 데이비드 험프리스의 공책에 1788년 말 또는 1789년 초로 추정되는 한 구절은 10년 후 워싱턴의 유언장에 있는 해방 조항과 유사한 진술을 기록했다. 위언첵은 이 구절이 워싱턴이 일부 노예들을 해방하겠다고 선언할 것을 고려하고 있던 공개 발표 초안이었다고 주장한다. 위언첵은 이것이 워싱턴의 사고에서 도덕적 인식의 순간, 즉 자신의 노예들을 해방시킬 뿐만 아니라 1783년 라파예트가 촉구했던 본보기를 보일 기회로 삼기로 결정한 순간이라고 믿는다. 다른 역사가들은 위언첵의 결론에 이의를 제기한다. 헨리케스와 조지프 엘리스는 "길고 고된 투쟁"에서 단일한 전환점이 없었던 워싱턴이 어떠한 '깨달음'도 경험하지 못했다는 필립 모건의 의견에 동의한다. 모건은 험프리스의 구절이 노예제에 대한 "복잡한 거미줄"의 "상호 의존성"에서 자신을 벗어나지 못하는 남자의 "사적인 후회 표현"이며, 워싱턴은 국가 통합을 위해 그러한 분열적인 주제에 대한 공개적인 언급을 피하는 것이 최선이라고 믿었다고 주장한다.

#### 대통령으로서

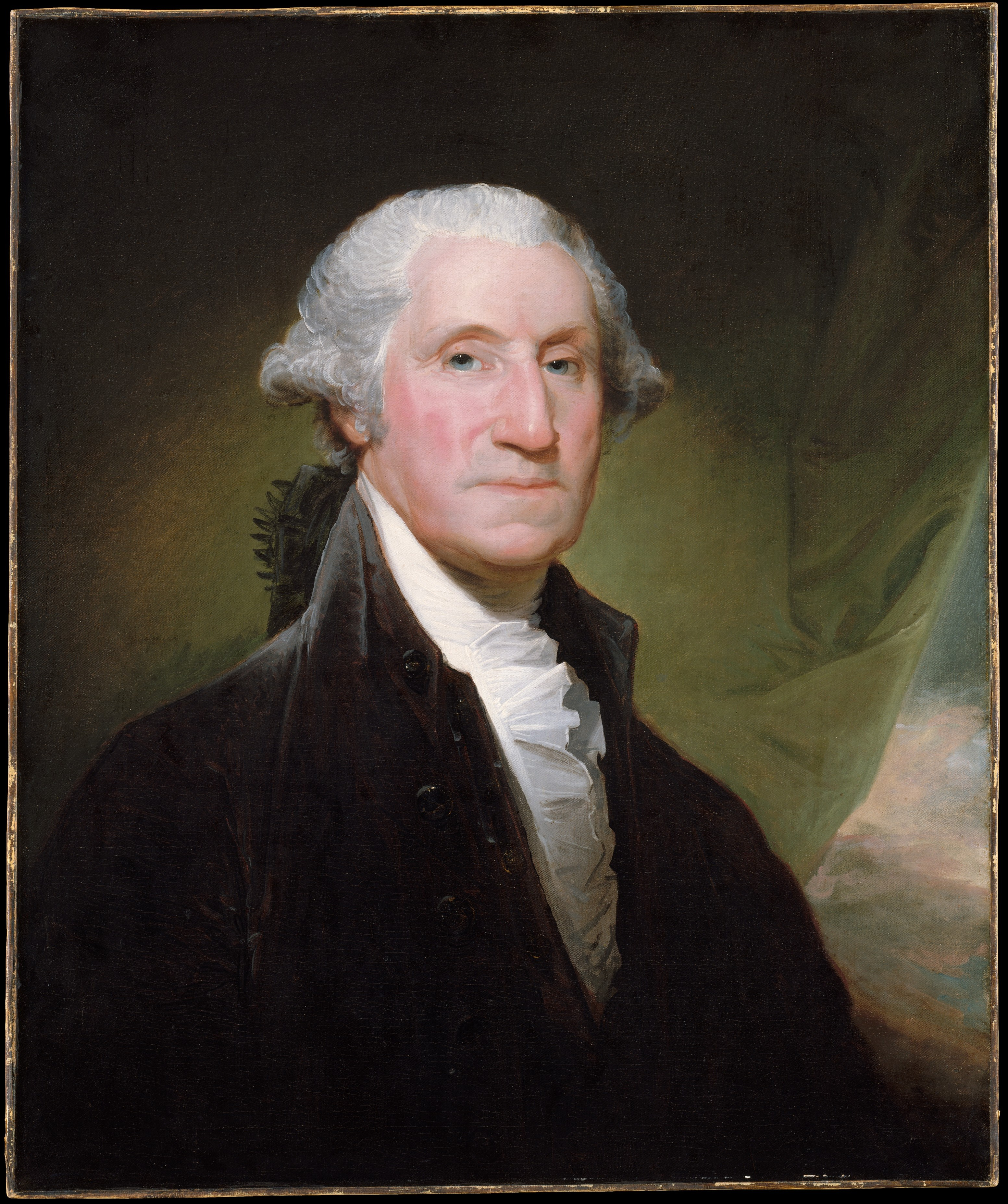
길버트 스튜어트 작 대통령 조지 워싱턴 (1795년)

워싱턴은 노예제에 대한 혁명적 정서가 노예제 옹호 이익의 부활로 바뀌는 시기에 대통령직을 맡았다. 어떤 주도 새 헌법 비준 과정에서 노예제를 쟁점으로 삼지 않았고, 남부 주들은 노예제 법률을 강화했으며, 저명한 노예제 반대 인사들은 공개적으로 이 문제에 대해 침묵했다. 워싱턴은 노예제 폐지에 대한 광범위하고 조직적인 지지가 거의 없음을 이해했다. 그는 신생 공화국의 취약성과 통합적 인물로서 자신의 위치를 예리하게 인식하고 있었으며, 노예제처럼 분열적이고 뿌리 깊은 문제에 맞서 어떤 것도 위태롭게 하지 않겠다고 결심했다.
그는 1791년 생 도밍고 노예 반란 진압을 위한 프랑스의 노력에 물자 및 재정 지원을 제공하고, 노예제 옹호 법률인 1793년 도주노예법을 시행한 정부의 대통령이었다. 도주 노예법은 헌법의 도주노예 조항과 범죄인 인도 조항을 시행했으며, 이 법은 의회에서 압도적인 다수(예: 하원 투표는 48대 7)로 통과되었고, 워싱턴이 서명했으며, 이 법은 현상금 사냥과 납치를 허용할 것이라고 올바르게 믿었던 자유 흑인들에 의해 비난받았다. 이 법의 문구는 도망 노예로 체포된 사람이 주에서 제거되기 전에 체포를 증명하기 위해 판사나 치안 판사 앞에 데려가야 한다고 요구했지만, 이러한 요구사항은 실제로 종종 무시되었다. 실제로 이 법은 펜실베이니아에서 납치되어 버지니아로 끌려온 존 데이비스라는 자유 흑인 남성에 대한 논란 속에서 작성되었지만, 이 법은 그 논란조차 해결하지 못했다. 버지니아에서 온 납치범들은 펜실베이니아로 결코 송환되지 않았고, 존 데이비스는 노예로 남아 있었다.
노예제 폐지 측면에서, 1789년 8월 워싱턴은 1787년 북서부 조례의 재시행 법안에 서명했는데, 이 법안은 오하이오강 북쪽의 광대한 연방 영토로 1787년 이후에 들어온 모든 새로운 노예들을 자유롭게 했지만, 노예 주에서 도망친 노예는 예외였다. 1787년 법률은 1789년 3월 새 미국 헌법이 비준되면서 효력을 잃었고, 의회는 1789년 북서부 조례를 통해 이를 재확인했으며, 여기에는 노예제 제한이 포함되었다. 워싱턴은 또한 1794년 노예 무역법에 서명하여 미국 선박과 미국 수출업자의 국제 노예 무역 참여를 금지했다. 더욱이, 워싱턴 전기 작가 제임스 토머스 플렉스너에 따르면, 워싱턴은 대통령으로서 제퍼슨의 농업 경제학보다 해밀턴의 경제 계획을 선호함으로써 노예제를 약화시켰다.
워싱턴은 대통령 재임 8년 동안 노예 문제에 대해 공개적으로 언급한 적이 없으며, 자신이 받은 어떤 노예제 폐지 청원에도 응답하거나 그에 따라 조치를 취하지 않았다. 그는 1790년 2월 미국 의회에 제출된 노예 무역 즉각 중단을 촉구하는 퀘이커교도들의 청원을 "잘못 판단된 사업"이자 "시간 낭비를 초래했다"고 묘사했지만, 역사가 폴 F. 볼러는 의회가 그 청원을 광범위하게 논의했지만 아무것도 할 권한이 없다고 결론 내렸다고 지적하며, "퀘이커교도 기념물은 즉각적인 실제적 결과에 관해서는 시간 낭비였을 수도 있다"고 말했다. 워싱턴은 헌법에 명시된 대로 1808년까지 노예 무역 종식에 대한 논의를 보류하려는 제임스 매디슨의 하원 내 기동을 지지했다. 국가에 대한 그의 노예제 폐지 열망은 1808년 노예 수입 금지와 함께 노예제가 시간이 지나면서 자연스럽게 사라질 것이라는 희망에 집중되었다. 이는 헌법 제정 회의에서 합의된 가장 이른 시기에 그러한 법률이 통과될 수 있는 날짜였다.
대통령 임기 말, 워싱턴은 국무장관 에드먼드 랜돌프에게 북부와 남부 간의 대립이 발생할 경우 "북부로 옮겨가기로 결심했다" (즉, 버지니아를 떠나 북부로 이주)고 말했다. 1798년, 그는 "노예제를 뿌리 뽑는 것만이 우리 연합의 존재를 영속시킬 수 있다"고 말하며 그러한 갈등을 상상했다. 그러나 워싱턴이 노예제의 즉각적인 종식을 점진적인 종식보다 선호했다는 증거는 없다. 실제로 노예제의 점진적인 소멸은 가능했지만, 일라이 휘트니가 1793년 조면기를 발명하면서 5년 이내에 노예 노동에 대한 수요가 엄청나게 증가했다.

#### 버지니아 농장주로서
정치적 신중함 외에도 경제적 필요성은 노예 소유자로서 워싱턴의 개인적 입장과 노예 의존성에서 벗어나기 위한 그의 노력에 중요한 고려 사항으로 남아 있었다. 그는 전쟁이 끝날 무렵 버지니아에서 가장 큰 채무자 중 한 명이었고, 1787년까지 마운트 버넌의 사업은 10년 이상 수익을 내지 못했다. 병충해와 악천후로 인한 지속적인 낮은 작물 수확량, 마운트 버넌 주택의 개조 비용, 끊임없는 방문객 접대 비용, 룬드가 워싱턴의 소작농에게서 임대료를 징수하지 못한 점, 전시 평가 절하 등이 모두 워싱턴을 현금 부족 상태로 만들었다.
이 농장에서 제가 고용한 노동자들 중 절반 이상이 농업 시스템에서 어떤 이점도 얻을 수 없을 정도로 과잉임을 명확하게 알 수 있습니다. 그리고 저는 더 이상 농장주가 되지 않을 것입니다... 잉여분을 팔 수는 없습니다. 왜냐하면 저는 인간 종족에 대한 이러한 종류의 거래에 원칙적으로 반대하기 때문입니다...
어리고 노인 노예의 돌봄을 포함하여 잉여 노예를 유지하는 간접비는 그의 재정적 어려움에 상당한 기여를 했다. 1786년에는 생산적인 노예와 비생산적인 노예의 비율이 거의 1:1에 달했으며, 약 7,300-에이커 (3,000 ha)의 마운트 버넌 농장은 122명의 노동 노예로 운영되고 있었다. 1799년까지 이 비율이 약 2:1로 개선되었지만, 마운트 버넌 농장은 약 8,000 에이커 (3,200 ha)로 10퍼센트만 성장한 반면, 노동 노예 인구는 65퍼센트 증가하여 201명이 되었다. 이는 워싱턴을 파산시킬 위협적인 추세였다. 워싱턴이 사업 초기에 구입했던 노예들은 전성기를 지났고 거의 팔 수 없었으며, 1782년부터 버지니아 법은 노예 소유주가 너무 어리거나, 너무 늙었거나, 또는 일할 수 없는 상태로 해방시킨 노예에 대한 재정적 지원 책임을 지도록 했다.
두 번째 임기 동안 워싱턴은 "확실한 수입과 함께 평온함"을 제공하는 퇴직을 계획하기 시작했다. 1793년 12월, 그는 아서 영이라는 영국의 농업 전문가에게 도움을 요청했는데, 이는 자신의 농장 중 한 곳을 제외하고 모든 농장을 소작농에게 임대하여 자신의 노예들을 노동자로 고용하기 위함이었다. 이듬해, 그는 자신의 비서 토비아스 리어에게 서부 토지를 팔도록 지시했는데, 이는 명목상으로 자신의 사업을 통합하고 재정을 정리하기 위함이었다. 워싱턴은 리어에게 보낸 지시 끝에 사적인 구절을 덧붙여 노예 소유에 대한 혐오감을 표현하고, 토지를 파는 주된 이유가 그들을 해방시킬 재정을 마련하기 위함이라고 선언했다. 이는 워싱턴의 생각이 노예를 파는 것에서 해방시키는 것으로 바뀌었음을 보여주는 첫 번째 명확한 증거이다. 같은 해 11월 (1794년), 워싱턴은 친구이자 이웃인 알렉산더 스폿스우드에게 보낸 편지에서 "그렇다면, 시장에서 가축을 사듯 흑인들을 파는 것에 제가 원칙적으로 반대하지 않았다면 [sic], 저는 오늘부터 12개월 내에 한 명의 노예도 소유하지 않았을 것입니다"라고 선언했다.
1795년과 1796년, 워싱턴은 자신의 서부 토지를 소작농에게 임대하고 그들에게 자신의 노예를 임대하는 복잡한 계획을 고안했으며, 그가 관리하는 미망인 상속 노예들을 데이비드 스튜어트 박사에게 그의 이스턴 쇼어 농장에서 일하도록 임대하는 유사한 계획도 세웠다. 이 계획은 노예 가족을 해체하는 것을 포함했지만, 궁극적으로 그들의 해방을 위한 자금을 마련하고 (워싱턴이 비밀로 지켰던 세부 사항) 커스티스 상속인들이 매매로 가족을 영구적으로 분리하는 것을 막기 위해 고안되었다.
이러한 계획들은 적절한 가격에 토지를 팔거나 임대하는 데 실패하고, 커스티스 상속인들이 동의하지 않으며, 워싱턴 자신이 가족을 분리하는 것을 꺼려했기 때문에 실현될 수 없었다. 위언첵은 워싱턴이 정치적 파급 효과를 충분히 알고도 노예 해방을 그렇게 진지하게 고려한 것은 여론을 노예제 폐지 쪽으로 움직이게 하려는 공개적인 성명을 발표하려는 목표 중 하나였을 것이라고 추측한다. 필립 모건은 워싱턴이 1794년 또는 1796년에 대통령으로서 노예를 해방했더라도 큰 영향은 없었을 것이며, 백인 남부인들에게는 대중적인 침묵과 사적인 비웃음으로 받아들여졌을 것이라고 주장한다.
위언첵은 워싱턴이 자신의 땅을 공정한 가격에 팔 수 있었다면 이 계획이 궁극적으로 "자신의 노예와 마사 가족이 통제하는 노예 모두"를 해방시켰을 것이며, 이 목표를 달성하기 위해 워싱턴은 "자신의 가장 귀중한 남은 자산인 서부 땅을, 은퇴를 위한 자금을 포기했을 것"이라고 썼다. 엘리스는 워싱턴이 자신의 재정적 안정을 자신이 통제하는 노예들의 자유보다 우선시했다고 결론 내리며, 워싱턴이 공정하다고 생각하는 가격에 땅을 팔지 못한 것에 대해 "그는 평생 인상적인 재산을 모았으며, 자신의 조건이 아니면 그것을 포기하는 것을 극도로 꺼렸다"고 썼다. 워싱턴이 유언장을 쓴 후 작성된 다른 계획, 즉 노예 노동자들을 웨스트버지니아의 자신의 농장으로 이전하는 계획을 논의하면서 필립 모건은 "논쟁의 여지 없이, 심지어 사망 직전에도 워싱턴은 노예제를 포기하는 것과는 거리가 멀었다. 마지막 순간까지 그는 이로 인해 노예들에게 확실히 초래될 혼란에도 불구하고 이익을 창출하는 데 전념했다"고 썼다.
워싱턴은 해방에 대한 욕구를 재정적 독립을 확보하려는 노력에 종속시키면서 노예를 유지하는 데 주의를 기울였다. 1791년부터 그는 대통령으로 필라델피아에서 개인 수행원으로 일하는 노예들을 펜실베이니아 법률에 따라 6개월 거주 후 해방 자격이 되기 전에 주 밖으로 순환 배치하도록 조치했다. 그들이 해방되면 워싱턴은 그들의 봉사를 받을 수 없었을 뿐만 아니라, 그가 필라델피아로 데려간 노예들 대부분이 미망인 상속 노예였기 때문에 손실에 대해 커스티스 재산에 보상해야 했다. 그의 대중적 이미지에 대한 우려와 해방 가능성이 노예들 사이에 불만을 야기할 것이라는 우려 때문에, 그는 그들이 "그들과 대중을 모두 속일 수 있는 구실로" 마운트 버넌으로 다시 보내지도록 지시했다.
워싱턴은 헤라클레스와 저지가 도망쳤을 때 그들을 되찾기 위한 노력에 돈을 아끼지 않았다. 저지의 경우, 워싱턴은 3년 동안 끈질기게 추적했다. 그의 대리인이 결국 그녀를 뉴햄프셔에서 찾아냈을 때, 그는 그녀에게 돌아올 것을 설득하려 했지만, 자신의 사망 후에도 그녀의 자유를 약속하는 것을 거부했다. 그는 "점진적인 해방에 대해 아무리 호의적일지라도, 혹은 그 부류의 사람들에 대한 완전한 해방(후자가 현재로서는 실현 가능하다면)에 대해서도, 불충실함을 조기 우대로 보상하는 것은 현명하지도 정의롭지도 않을 것"이라고 말했다. 헤라클레스와 저지 모두 붙잡히지 않았다. 1797년 워싱턴이 헤라클레스를 대체할 새로운 요리사를 찾던 것이 "구매를 통해 다시는 노예의 주인이 되지 않겠다"는 그의 결심에도 불구하고 노예를 사는 것을 고려했던 마지막 알려진 사례이다. 결국 그는 백인 요리사를 고용하기로 결정했다.

### 인종에 대한 태도

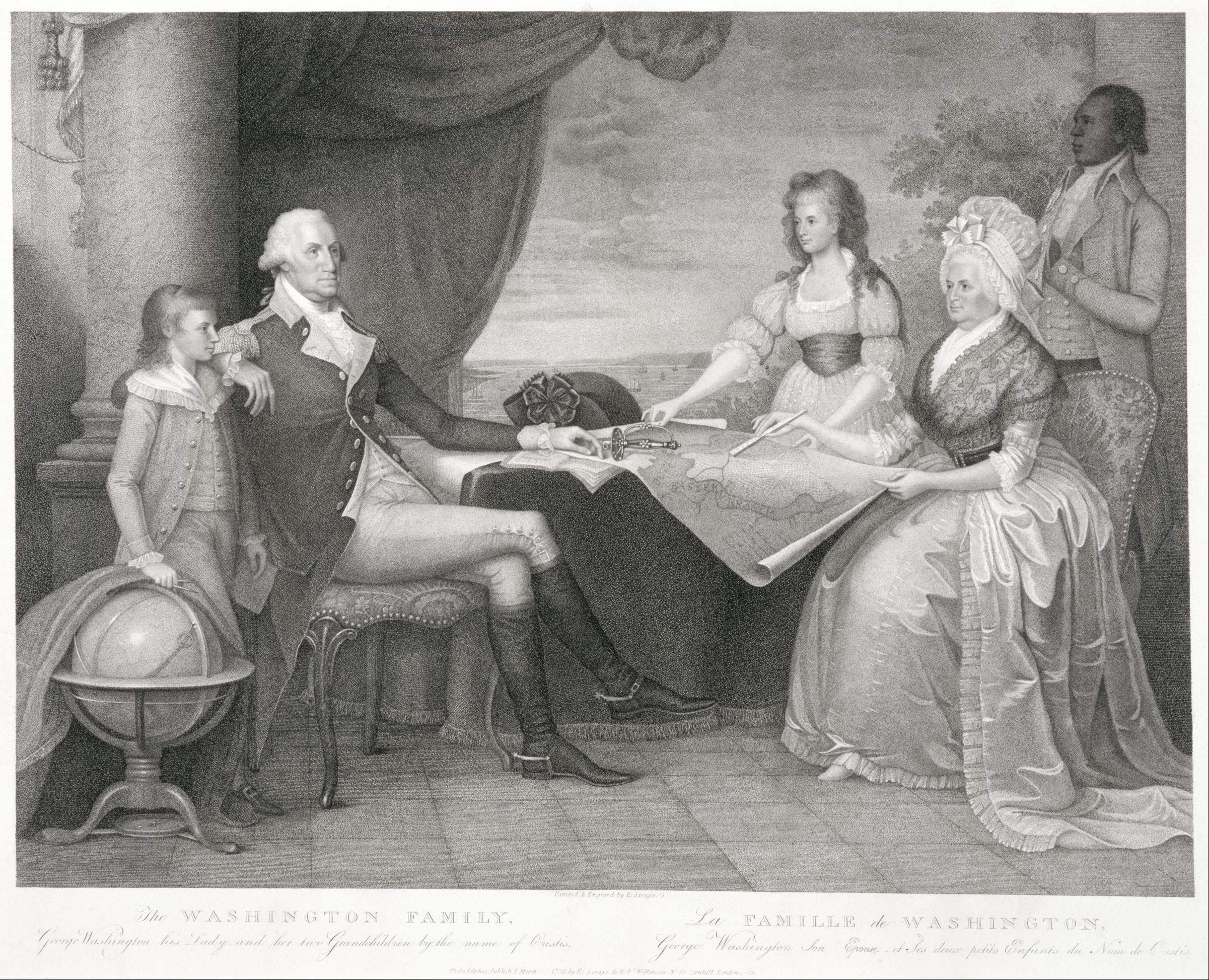
워싱턴 가문, 1790년대 에드워드 새비지가 인쇄하고 조각함. 조지와 마사가 앉아 있고, 마사의 첫 결혼으로 얻은 자녀들은 이미 사망했고, 그들은 손주들인 워시와 넬리를 키우고 있었다. 하인은 노예였던 크리스토퍼 쉴즈일 수 있다.

역사가 조지프 엘리스는 워싱턴이 합법적인 노예제의 지속을 선호하지 않았으며, "제퍼슨이 주장한 흑인 열등론을 결코 받아들이지 않았다"고 덧붙였다. 그는 노예제를 "잘못된 것"으로 보았으며, "노예제가 근면과 책임감의 발전을 방해하고 있으며, 이러한 덕목은 해방 후 점진적으로 자연스럽게 나타날 것"이라고 생각했다. 스튜어트 라이빙어와 같은 다른 역사가들도 엘리스의 의견에 동의하며, "제퍼슨과 달리 워싱턴과 매디슨은 흑인의 타고난 열등감을 거부했다..."고 말한다.
역사가 제임스 토머스 플렉스너는 "조지 워싱턴과 관련하여 흑인 역사가 어떻게 무시되었는지 명백히 보여주는 기록이 있다. 한 가지 예로, 워싱턴의 '저작물' 39권 세트의 2권짜리 색인에는 노예의 이름을 제외한 거의 모든 것이 명시되어 있다"고 말한다. 워싱턴의 인종적 견해에 대해 플렉스너는 인종차별주의자라는 비난이 역사수정주의와 조사의 부족에서 비롯되었으며, 노예제는 "흑인을 위해 발명된 것이 아니라, 워싱턴이 어렸을 때 공식적으로 어떤 곳에서도 도전받지 않았던 역사만큼 오래된 제도였다"고 말한다.
케네스 모건은 "아프리카계 미국인에 대한 워싱턴의 뿌리 깊은 인종적 우월감은 흑인 혐오 표현으로 이어지지 않았다... 그러나 워싱턴은 마운트 버넌에서 백인 노동자들이 흑인들과 떨어져 거주하기를 원했는데, 이는 긴밀한 인종 혼합이 바람직하지 않다고 믿었기 때문이다"라고 썼다. 역사가 앨버트 틸슨에 따르면, 노예 흑인들이 마운트 버넌에서 따로 숙박한 한 가지 이유는 워싱턴이 일부 백인 노동자들의 습관이 "좋지 않다"고 생각했기 때문이며(예: 틸슨은 체서피크 지역에서 "인종 간 음주" 사례를 언급), 또 다른 이유는 워싱턴이 "그러한 숙박이 결국 백인 가족들을 불쾌하게 만들 것이라고 예상했다"는 것이다.
필립 모건은 "젊은 워싱턴은 당시에는 아주 자연스러운 흑인에 대한 편견을 드러냈고, 그의 마음속에서 '흑인'은 비문명적인 행동과 동의어였다"고 썼다. 워싱턴의 편견은 확고한 것이 아니었다. 그는 규칙에 어긋나게 버지니아 연대에 아프리카계 미국인을 잔류시키고, 아프리카계 미국인 감독관을 고용하고, 아프리카계 미국인 의사를 이용했으며, 1775년 그를 칭송하는 시를 썼던 아프리카계 미국인 시인 필리스 휘틀리의 "위대한 시적 재능"을 칭찬하는 등, 아프리카계 미국인의 기술과 재능을 인정했음을 보여준다. 역사가 헨리 위언첵은 다음과 같은 판단을 내렸다.
"워싱턴의 유언장을 보면, 그는 아프리카계 미국인의 위치에 대해 전혀 갈등하지 않습니다." 위언첵은 인터뷰에서 말했다. "그의 모든 문서에서 인종차별의 흔적을 찾으려 했지만, 흑인의 열등함을 명시적으로 믿었던 제퍼슨과는 달리 아무것도 찾을 수 없었습니다. 그의 유언장에서 워싱턴은 흑인을 위한 권리 장전을 작성하고 그들에게 읽고 쓰는 법을 가르쳐야 한다고 말했습니다. 그들은 미국인으로서 이곳에 살고, 교육받고, 자유인으로서 생산적으로 일할 권리가 있었습니다."
마사 워싱턴의 노예제와 인종에 대한 견해는 남편과 달랐고, 아프리카계 미국인에게 덜 호의적이었다. 예를 들어, 그녀는 1795년에 "흑인들은 본성이 너무 나빠서 그들에게 베풀어진 친절에 대해 조금도 감사함을 모른다"고 말했다. 그녀는 남편이 자신의 노예를 해방시킨 선례를 따르기를 거부했고, 대신 그녀가 직접 소유했던 유일한 노예(엘리쉬라는 이름)를 손자에게 유증했다.

## 유언의 조항

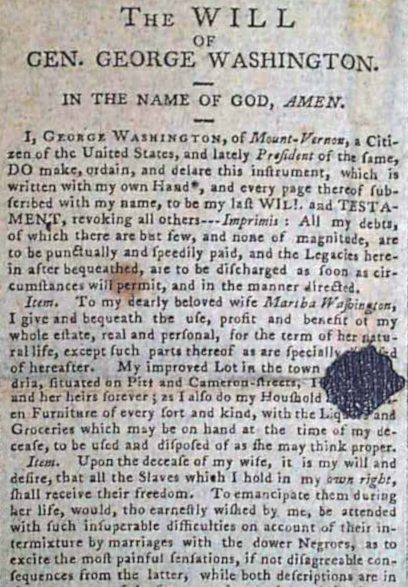
워싱턴의 유언장, 커네티컷 저널에 1800년 2월 20일 게재됨

1799년 7월, 사망하기 5개월 전, 워싱턴은 자신의 유언장을 작성했는데, 이 유언장에서 그는 노예 중 한 명을 즉시 해방하고 나머지는 그의 미망인에게 봉사하도록 강요하되, 미망인 사망 시 해방되도록 명시했다. 그 후 몇 달 동안 그는 버클리와 프레더릭 카운티의 임차지를 되찾아 마운트 버넌 노예의 절반을 그곳으로 옮겨 일하게 하는 계획을 고려했다. 워싱턴은 그러한 이전이 노예 가족에게 혼란을 초래할지라도, "더 많은 순이익"을 낼 것이고 "나 자신에게 이익을 주며 노예들의 상태를 악화시키지 않을 것"이라고 희망했다. 이 계획은 1799년 12월 14일 워싱턴의 사망과 함께 사라졌다.
워싱턴의 노예들은 29쪽 분량의 유언장 중 가장 긴 조항의 대상이었고, 그의 지시가 문서의 다른 부분보다 더 강력하게 표현된 3페이지를 차지했다. 그의 하인 윌리엄 리는 즉시 해방되었고, 나머지 123명의 노예는 그의 미망인에게 그녀의 사망 시까지 사용하도록 유증되었다. 연기는 그의 노예들이 해방될 때 발생할 이별의 고통을 미루기 위한 것이었다. 이는 20쌍의 부부와 그들의 자녀에게 영향을 미치는 상황으로, 워싱턴은 마사와 미망인 노예를 상속받을 그녀의 상속인들이 그의 선례를 따라 그들을 해방시킴으로써 이 문제를 해결하기를 바랐을 가능성이 있다. 너무 늙었거나 병약하여 일할 수 없는 노예들은 주법에 따라 그의 재산으로 부양되어야 했다. 1790년대 후반, 마운트 버넌의 노예 인구 중 약 절반은 너무 늙었거나 어리거나 병약하여 생산적이지 못했다.
워싱턴은 젊은 노예들을 성인이 될 때까지 부양하고 유지해야 하는 법적 요구 사항을 넘어섰으며, 부모가 교육을 시킬 수 없는 자녀들은 주인에게서 읽기, 쓰기, 유용한 기술을 배우고 25세에 해방되도록 규정했다. 그는 어떤 노예도 해방되기 전에 버지니아 밖으로 팔거나 이송하는 것을 금지했다. 댄드리지 노예들을 포함하여, 유사한 조건으로 해방될 160명 이상의 노예들이 자유를 얻게 될 것이었다. 워싱턴이 노예들의 해방을 유예하는 조항을 마련한 버지니아 노예 소유주들 중 유일한 사람은 아니었지만, 독립 후 버지니아에서 노예 해방에 대한 지지가 사라진 후 그렇게 늦게 행동한 것은 이례적이었다. 또한 그는 그렇게 한 몇 안 되는 노예 소유 창립자 중 한 명이라는 점에서도 이례적이었다. 노예를 해방시킨 다른 건국의 아버지로는 델라웨어의 존 디킨슨 (1732년)과 카이사르 로드니가 있다.

## 결과

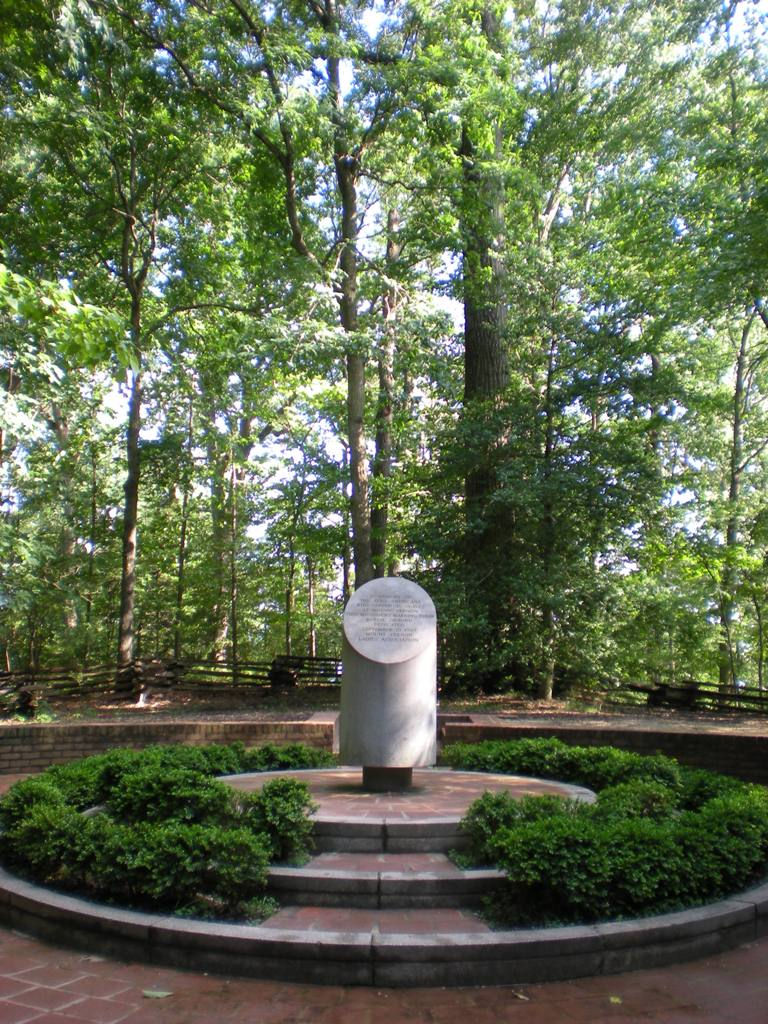
마운트 버넌의 노예 묘지 기념비

워싱턴의 조치는 남부 노예 소유주들에게 무시되었고, 마운트 버넌에서는 노예제가 계속되었다. 이미 1795년부터 미망인 상속 노예들은 마사의 세 손녀들이 커스티스 상속인들과 결혼하면서 이전되고 있었다. 마사는 자신의 죽음에 자유가 달려 있는 노예들에게 둘러싸여 위협을 느꼈고, 1801년 1월 1일 사망한 남편의 노예들을 해방시켰다. 마사 워싱턴의 그 행동은 남편의 유언에 대한 위반이 아니었는데, 그의 유언은 그녀에게 어떤 노예도 속박 상태로 유지하도록 요구하지 않았기 때문이다.
건강한 노예들은 해방되어 자신과 가족을 부양하게 되었다. 몇 달 안에 거의 모든 워싱턴의 전 노예들이 마운트 버넌을 떠났고, 성인 노예와 일할 수 있는 나이의 자녀를 포함하여 121명이 여전히 농장에서 일하고 있었다. 해방된 여성 중 5명이 남아 있는 것으로 기록되어 있는데, 두 자녀를 둔 미혼모 한 명, 워싱턴의 노예 중 너무 늙어 일할 수 없는 남성들과 결혼한 여성 두 명(그 중 한 명은 세 자녀를 둠), 그리고 미망인 노예와 결혼한 여성 두 명이었다. 윌리엄 리는 마운트 버넌에 남아 제화공으로 일했다. 1802년 5월 22일 마사 사망 후, 남아있던 미망인 노예 대부분은 그녀의 손자 조지 워싱턴 파크 커스티스에게 넘어갔고, 그녀는 자신이 직접 소유했던 유일한 노예를 그에게 유증했다.
새롭게 해방된 노예들이 어떻게 살았는지에 대한 기록은 거의 없다. 커스티스는 나중에 "그들 중 많은 수가 해방을 위해 기계 기술을 배웠지만, 자유인으로서는 매우 형편없이 성공했다. '사람을 노예로 만드는 순간, 그의 가치의 절반을 빼앗아간다'"는 격언은 정말 진실하다'"고 썼다. 커스티스의 여동생의 사위는 1853년에 노예로 남아 있던 사람들의 후손들(그들 중 많은 수가 이제 그의 소유가 된)이 "번영하고 만족하며 행복했다"고 썼고, 해방된 사람들은 "악, 방탕, 게으름"의 삶을 살았으며, "질병, 노년, 빈곤" 속에서 그의 처가에 부담이 되었다고 썼다. 이러한 보고서들은 고등 교육을 받은 상류층 작가들의 타고난 인종차별주의에 영향을 받았으며, 전 노예들의 번영 가능성을 해쳤던 사회적, 법적 장애물, 즉 해방된 사람들에게 읽고 쓰는 것을 가르치는 것을 불법으로 만들고, 1806년에는 새로 해방된 노예들이 주를 떠나도록 요구하는 법률 등을 무시했다.

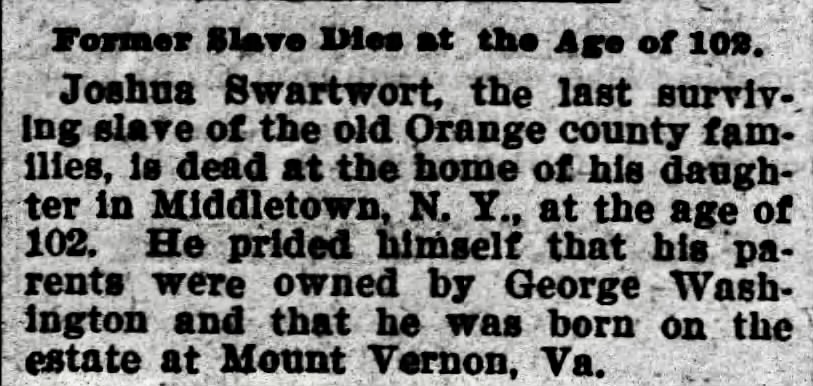
"전 노예, 102세로 사망" - 조슈아 스와트워트은 1800년경 마운트 버넌에서 노예로 태어났고; 그의 부모는 조지 워싱턴에게 노예로 있었다 (퍼블릭 프레스, 노섬벌랜드, 펜실베이니아, 1902년 11월 21일)

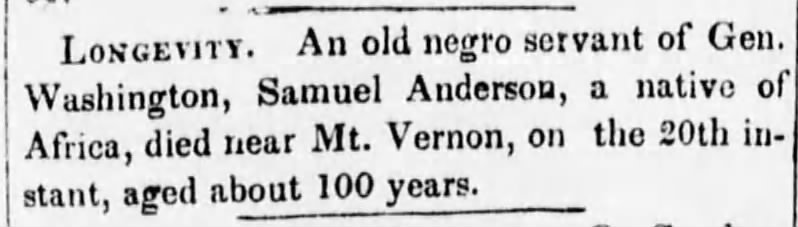
이 짧은 부고에 따르면, 새뮤얼 앤더슨은 1740년대 아프리카에서 태어났다 ("장수" 볼티모어 데일리 상업지, 1845년 2월 27일)

워싱턴의 일부 전 노예들이 땅을 사고, 가족을 부양하며, 자유인으로서 번영할 수 있었다는 증거가 있다. 1812년까지 트루로 패리시의 프리 타운(페어팩스군에서 가장 초기에 알려진 자유 아프리카계 미국인 정착지)에는 워싱턴의 전 노예들 중 7가구가 거주했다. 1800년대 중반까지 워싱턴의 목수 데이비 존스의 아들 한 명과 그의 마차꾼 조 리처드슨의 손자 두 명은 각각 버지니아에 땅을 샀다. 윌리엄의 남동생 프랜시스 리는 1821년 마운트 버넌에서 사망했을 때 그의 부고가 알렉산드리아 가제트에 실릴 정도로 잘 알려지고 존경받는 사람이었다. 샘보 앤더슨(워싱턴의 노예였을 때처럼 사냥을 했고, 알렉산드리아의 가장 존경받는 가족들에게 팔아서 한동안 번성했다)도 1845년 마운트 버넌 근처에서 사망했을 때 가제트에 비슷하게 언급되었다. 2019년에 발표된 연구에 따르면 헤라클레스는 뉴욕에서 요리사로 일했으며, 1812년 5월 15일에 사망했다.
워싱턴 사망 10년 후, 펜실베이니아의 법학자 리처드 피터스는 워싱턴의 하인들이 "그에게 헌신적이었다. 특히 그와 가장 가까이 있던 하인들은 더욱 그러했다. 살아남은 그들은 여전히 그의 기억을 숭배하고 경배한다"고 썼다. 노년의 앤더슨은 자신이 "노예였을 때보다 지금껏 행복했던 적이 없었다"고 말했는데, 왜냐하면 그때는 "모든 필요를 돌봐주는 좋은 주인이 있었지만, 지금은 나를 돌봐줄 사람이 아무도 없다"고 말했기 때문이다. 저지가 1840년대에 인터뷰를 했을 때, 그녀는 노예로서 대우받았던 방식이 아니라 자신이 노예 상태였다는 사실에 상당한 쓰라림을 표현했다. 자유인으로서의 고난을 겪고 남편과 자녀들보다 오래 살았음에도 불구하고 탈출을 후회하느냐는 질문에 그녀는 "아니요, 저는 자유롭고, 이로 인해 하나님의 자녀가 되었다고 믿습니다"라고 답했다.

### 정치적 유산
워싱턴의 유언장은 사적인 유언장이자 공적인 제도에 대한 성명이었다. 이 유언장은 전국 신문, 1800년에만 13개의 판본으로 발행된 팸플릿, 그리고 다른 저작물에 포함되어 널리 출판되었고, 민족주의 서사의 일부가 되었다. 노예제 폐지론자들의 추모사에서는 워싱턴의 불편한 노예 소유 사실은 그의 최종적인 해방 행위에 비해 축소되었다. 매사추세츠 연방주의자 티모시 비겔로는 워싱턴이 "동료 인간을 비천한 국내 노예 상태에 두는 것을 경멸했다"고 썼고, "남부의 동료 시민들"에게 워싱턴의 모범을 따르라고 촉구했다. 이 서사에서 워싱턴은 영국 노예제로부터 국가를 해방시키고 자신의 노예들에게 자유를 더해준 proto-abolitionist로, 노예제 폐지 운동에 동원될 것이었다.
노예제 옹호 정서와 더 일치하는 또 다른 서사는 워싱턴의 노예 소유를 삭제하는 대신 포용했다. 워싱턴은 애정으로 묶인 노예 가족의 자비로운 아버지일 뿐만 아니라 조국의 자비로운 아버지로 묘사되었다. 이 서사에서 노예들은 워싱턴을 숭배하고 그의 임종에서 눈물을 흘렸으며, 1807년 전기에서 아론 뱅크로프트는 "가정생활과 사생활에서 그는 주인의 권위와 보호자이자 친구의 보살핌과 친절을 겸비했다"고 썼다. 경쟁하는 서사들은 워싱턴 사망 50여 년 후 노예제를 종식시킨 남북 전쟁 동안 북부와 남부 모두가 워싱턴을 자신들의 조국의 아버지로 주장할 수 있게 했다.
워싱턴의 노예제에 대한 입장과 자유 옹호자로서의 그의 광범위한 역사적 역할 사이에는 긴장이 존재한다. 그는 자유를 위한 전쟁을 이끌고, 많은 시민들에게 자유를 보장하는 국가 정부 수립을 이끈 노예 소유자였으며, 역사가들은 이를 역설로 간주해 왔다. 역사가 에드먼드 시어스 모건은 워싱턴이 이 점에서 혼자가 아니라고 설명했다: "버지니아는 미국 전체에서 자유와 평등을 가장 웅변적으로 대변하는 인물들을 배출했다: 조지 워싱턴, 제임스 매디슨, 그리고 무엇보다도 토머스 제퍼슨. 그들은 모두 노예 소유자였으며 평생 노예를 소유했다." 워싱턴은 이러한 역설을 인식하고 흑인 열등 개념을 거부했으며, 다른 노예 소유자들보다 다소 인간적이었지만, 노예 해방 법률의 적극적인 지지자가 되는 데는 공개적으로 실패했다. 역사가들은 그 실패의 여러 이유를 발견했는데, 여기에는 워싱턴의 분열에 대한 두려움, 많은 다른 버지니아인들의 인종차별주의, 소유주 보상 문제, 노예들의 교육 부족, 그리고 버지니아 지도자들이 그러한 조치를 진지하게 고려하지 않으려는 의지 등이 포함된다.

### 기념
1929년, 마운트 버넌에 워싱턴과 마사의 유해가 안치된 묘소에서 50 야드 (45 m)도 채 안 되는 땅에 명판이 박혔는데, 이는 관리인과 관광 안내원 모두에게 방치되었던, 노예들이 이름 없는 무덤에 묻혀 있던 곳을 표시한 것이었다. 비문에는 "1760년부터 1860년까지 마운트 버넌에 묻힌 워싱턴 가족의 많은 충실한 유색인 하인들을 기리며. 그들의 이름 없는 무덤이 이 장소를 둘러싸고 있다"고 적혀 있었다. 이 장소는 돌보지 않고 방문객 안내서에도 언급되지 않다가 1983년 9월 21일 마운트 버넌 여성 협회가 식물로 둘러싸인 더 눈에 띄는 기념비를 세우고 "마운트 버넌에서 노예로 봉사했던 아프리카계 미국인들을 기리며, 이 기념비는 그들의 매장지를 표시한다"고 새겼다. 1985년, 지반 침투 레이더 조사를 통해 66개의 가능한 매장지가 확인되었다. 2017년 말 현재, 2014년에 시작된 고고학 프로젝트는 내용을 방해하지 않고 프로젝트 시작 전에 알려진 7개의 매장지 외에 63개의 매장지를 추가로 확인했다.

## 내용주
1. ↑  워싱턴의 거주지는 맨션 하우스 농장에 있었는데, 그곳에서는 그의 식탁을 위한 과일, 채소, 허브는 물론 꽃과 이국적인 식물도 재배되었다. 말과 노새는 그곳 마구간에서 사육되었고, 열대 식물은 온실에서 재배되었다. 대장장이, 목공, 배럴 제작(coopering), 식품 생산 및 보존, 방적, 직조, 신발 제작과 같은 직업은 맨션 하우스 농장의 다른 건물에서 이루어졌다. 일부 작물은 이 농장에서 재배되었지만, 주요 농업 사업은 저택에서 one and a half 마일 (2.4 km)에서 three 마일 (4.8 km) 반경 내에 위치한 4개의 외곽 농장에서 이루어졌다: 도그 런 농장, 머디 홀 농장, 유니언 농장 (이전의 페리 농장과 프렌치 농장에서 형성됨), 리버 농장.[10] 농장 운영을 책임지는 농장 관리인은 워싱턴에게 직접 보고했고, 각 농장에는 감독관이 고용되었다.[11]
2. ↑  1786년 인구 조사에서 6명의 노예는 사망했거나 무능력자로 기록되었다.[21]
3. ↑  해방 노예 웨스트 포드의 후손들 사이에 그가 워싱턴과 워싱턴의 형 존 오거스틴 워싱턴 소유의 노예 여성 비너스 사이의 아들이었다는 구전이 있다. 역사가 헨리 위언첵의 주장은 역사가 필립 모건에 따르면 "지나치게 정황적이라 상상에 불과하다"며, 워싱턴이 비너스를 만났다는 증거는 물론 그녀와의 사이에서 아이를 낳았다는 증거도 없다.[89][90]
4. ↑  1833년 인터뷰에서 워싱턴의 조카 로렌스 루이스는 워싱턴의 목수 중 한 명과의 대화를 전했는데, 그 목수는 실수한 후 "나는 팽이처럼 빙빙 돌게 되는 머리 옆을 얻어맞았다"고 보고했다. 만약 하인이 워싱턴의 부츠를 아침에 제대로 닦지 못하면, "하인은 그 부츠를 머리에 뒤집어썼지만 장군님은 순간의 노력 외에는 어떤 흥분도 보이지 않았고 – 1분 후에도 그는 평소와 다름없이 침착하고 침착했다."[118]
5. ↑  헨리케스는 조지 메이슨 대학교 명예 역사학 교수이자 마운트 버넌 조지 워싱턴 학자 위원회 위원이다.[129]
6. ↑  사우스캐롤라이나 지도자들은 의회가 이 제안을 지지하는 결의안을 통과시키자 격분했는데, 위언첵은 이를 최초의 노예 해방 선언이라고 시사하며, 만약 시행된다면 전쟁에서 탈퇴하겠다고 위협했다. 워싱턴은 이 계획이 사우스캐롤라이나에서 상당한 저항에 부딪힐 것을 알고 있었고, 결국 실패했을 때 놀라지 않았다.[143][144] 위언첵은 사우스캐롤라이나 노예 모집 후 노예들의 불만이 자신의 노예들에게도 퍼질 것을 우려하여 워싱턴이 "강력한 군사적 필요성에도 불구하고 자신의 재산을 잃을 수도 있는 모집 계획에 저항했다"는 가능성을 논한다.[145]
7. ↑  필립 모건은 네 가지 전환점을 제시한다: 1760년대 담배에서 곡물 작물로의 전환과 제도의 경제적 비효율성 인식;[122] 미국 독립 혁명 중 워싱턴의 시야 확장과 전쟁이 벌어진 원칙들;[166] 1780년대 중반 라파예트, 코크, 애스버리, 플레전트와 같은 노예제 폐지론자들의 영향과 점진적인 입법 과정을 통한 노예제 폐지에 대한 워싱턴의 지지;[167] 그리고 1790년대 중반 노예제에서 벗어나려는 워싱턴의 시도.[168]
8. ↑  일반 역사서에서 역사가 조지프 엘리스와 존 E. 펄링은 아프리카계 미국인들이 대의를 위해 싸우는 것을 본 워싱턴의 경험을 또 다른 요인으로 포함시킨다.[173][174]
9. ↑  노예제에 관한 논문집은 워싱턴이 아마도 1795년 이후에 제본했을 36권 세트 중 한 권이었다. 이 책들은 농업, 혁명, 신시내티 협회 및 정치와 같이 그에게 일반적으로 중요했던 주제를 다루었다. 노예제에 관한 논문집에 실린 6권 중 1788년 이전의 유일한 팸플릿은 1783년에 출판된 '노예제에 대한 그들의 행동의 불일치에 대한 아메리카 통치자들에 대한 진지한 연설(A Serious Address to the Rulers of America, on the Inconsistency of Their Conduct Respecting Slavery)'이었다. 이는 이 책의 첫 번째 팸플릿이었으며, 워싱턴은 36권의 각 책의 첫 번째 팸플릿에 서명했듯이 표지에 자신의 서명을 남겼다. 아마도 제본할 가치가 없다고 생각되었던 노예제에 관한 11권의 팸플릿 중 8권은 1788년 이전에 출판되었다. 그 중 1785년에 출판된 한 권은 전혀 읽히지 않았다. 이는 워싱턴이 1790년대 초에 이 주제에 더 관심을 갖게 되었음을 암시한다.[176]
10. ↑  두 사람은 1784년 8월 라파예트가 마운트 버넌에서 워싱턴을 방문했을 때 노예제에 대해 논의했지만, 워싱턴은 아직 해결책을 찾을 때가 아니라고 생각했고 노예 노동 없이 버지니아 농장을 어떻게 운영할 수 있을지 의문을 제기했다. 프랑스로 돌아온 라파예트는 프랑스 식민지 카이엔(현재의 프랑스령 기아나)에 농장을 구입했고, 1786년 편지로 워싱턴에게 자신의 진행 상황을 알렸다. 라파예트는 노예의 갑작스러운 해방에 대한 우려를 고려하여, 농장에 정착시킨 노예들에게 돈을 주고 교육시킨 후 그들을 해방시켰다. 그는 프랑스 노예 무역 반대 운동의 주요 인물이 되었고, 영국 운동의 통신 회원이 되었다. 워싱턴은 라파예트 자신에게서 카이엔이나 유럽에서의 라파예트의 노예제 반대 활동에 대해 알지 못했을 것이다. 두 사람이 워싱턴의 생애 동안 계속 편지를 주고받았지만, 노예제 문제는 그들의 편지에서 사실상 사라졌다. 카이엔 실험은 1792년 라파예트가 오스트리아인들에게 투옥된 후 프랑스 혁명 정부에 의해 농장이 매각되면서 끝났다.[184][185]
11. ↑  마운트 버넌의 전 기록 보관원이자 헌팅턴 도서관의 미국 역사 필사본 큐레이터였던 존 로드하멜은[194] 워싱턴을 "명예로운 사람으로서의 지속적인 명성을 의미하는 명성을 무엇보다도 바랐던" 사람으로 묘사한다.[195] 고든 우드에 따르면, "[워싱턴의] 1783년 이후의 많은 행동은 덕스러운 지도자로서의 그의 명성에 대한 깊은 관심으로만 이해될 수 있다."[196] 론 셔나우는 "...그의 높은 역사적 지위에 대한 생각은 [워싱턴의] 마음에서 결코 멀리 떨어진 적이 없었다"고 쓴다.[197]
12. ↑  워싱턴이 머서로부터 노예를 받아 빚을 청산하는 협상에 대한 자료는 서로 모순된다. 케네스 모건은 워싱턴이 노예를 구매했다고 주장하며,[204] 투히그 또한 5명의 노예를 보고했다.[20] 필립 모건은 머서와의 협상이 결렬되었다고 주장하며,[205] 히르슈펠드도 마찬가지다.[206] 피터 헨리케스는 워싱턴이 1787년에 벽돌공을 구매했다고 보고했지만, 케네스 모건, 투히그, 히르슈펠드는 그가 구매했는지 확인하지 않고 구매 협상에 대해서만 보고했다.[207]
13. ↑  험프리스는 워싱턴의 전 보좌관이었으며 1787년 워싱턴의 서신 작성을 돕고 전기를 쓰기 위해 마운트 버넌에서 18개월간 머물기 시작했다.[219]
14. ↑  위언첵은 이 구절이 과거 시제로 쓰여졌고, 험프리스가 워싱턴의 대통령 취임에 대해 작성한 공개 성명 초안들 사이에 나타난다는 사실에 자신의 주장을 근거한다.[220] 필립 모건은 이 구절이 워싱턴의 목소리로 험프리스가 쓴 것이며, 험프리스가 1788년에 쓴 토마스 클락슨의 '아프리카 노예 무역의 무분별함에 대한 에세이(An Essay on the Impolicy of the African Slave Trade)' 요약 바로 뒤에 나타난다고 지적한다.[223] 케네스 모건은 이 구절을 "데이비드 험프리스가 [워싱턴의] 목소리로 한 발언"이라고 묘사한다.[224] 프리츠 히르슈펠드는 이 구절이 험프리스에 의해 직접 받아쓰거나 워싱턴의 정확한 말을 기억하여 쓰여졌으며, 그것이 워싱턴 자신의 말이 아니었을 가능성은 매우 낮다고 믿는다.[225]
15. ↑  미망인 상속 노예들은 이미 마사의 손녀들이 커스티스 상속인들과 결혼하면서 이전되기 시작했다. 젊은 마사는 1795년 토마스 피터와의 결혼에 61명의 노예를 데려왔고, 엘리자는 이듬해 토마스 로와 결혼했으며, 넬리는 1799년 로렌스 루이스와 결혼했다. 피터는 결혼 직후 노예들을 팔기 시작했고, 가족을 해체하고 4세밖에 안 된 소녀들을 부모로부터 체계적으로 분리시켰다. 위언첵은 미망인 노예였던 마사의 하인 오니 저지가 커스티스 재산이 될 운명이었으므로, 1796년 필라델피아에서 팔려나가는 것을 피하기 위해 도망쳤다고 시사한다.[263]
16. ↑  필립 모건은 만약 이 계획이 수익성이 있었다면 워싱턴이 유언장을 변경하여 노예 해방을 철회했을 수도 있다고 추측한다.[285]
17. ↑  워싱턴 사망 후 주거지에서 화재가 발생한 것에 노예들이 연루되었다는 주장이 있으며, 마사가 위험에 처했다는 소문, 심지어 노예들이 그녀를 독살할 계획을 세웠다는 소문도 있었다. 그녀가 워싱턴의 노예들을 일찍 해방시키기로 결정한 다른 요인으로는 농장 운영에 불필요한 노예들을 유지하는 비용과 해방될 노예들과 계속 섞인다면 미망인 노예들 사이에서 불만이 생길 수 있다는 우려가 포함될 수 있다.[298]

## 참고 문헌
- Chernow, Ron (2010). 《워싱턴, 한 생애》 (e-book). 런던, 영국: 앨런 레인. ISBN 978-0-141-96610-6.
- Egerton, Douglas (2009). 《죽음 아니면 자유: 아프리카계 미국인과 혁명적 미국》. 뉴욕시: 옥스퍼드 대학교 출판부. ISBN 978-0195306699.
- Ellis, Joseph J. (2004). 《각하: 조지 워싱턴》. 뉴욕: 앨프리드 A. 크노프. ISBN 978-1-4000-4031-5.
- Ferling, John E. (2002). 《세상을 불태우다: 워싱턴, 애덤스, 제퍼슨, 그리고 미국 혁명》. 옥스퍼드, 영국: 옥스퍼드 대학교 출판부. ISBN 978-0-19-513409-4.
- Ferling, John E. (2009). 《조지 워싱턴의 부상: 미국 아이콘의 숨겨진 정치적 천재성》. 뉴욕: 블룸즈버리 프레스. ISBN 978-1-6081-9182-6.
- Furstenberg, François (2006). 《아버지의 이름으로: 워싱턴의 유산, 노예제, 그리고 국가의 형성》. 뉴욕: 펭귄 프레스. ISBN 978-1-59420-092-2.
- Haworth, Paul L. (1925). 《조지 워싱턴, 컨트리 젠틀맨: 그의 가정생활과 농업 활동에 대한 기록》. 인디애나폴리스, 인디애나: 봅스-메릴. OCLC 17471285.
- Henriques, Peter R. (2008). 《현실주의적 비전가: 조지 워싱턴의 초상》. 샬러츠빌, 버지니아: 버지니아 대학교 출판부. ISBN 978-0-8139-2741-1.
- Hirschfeld, Fritz (1997). 《조지 워싱턴과 노예제: 다큐멘터리 묘사》. 컬럼비아, 미주리: 미주리 대학교 출판부. ISBN 978-0-8262-1135-4.
- Longmore, Paul K. (1988). 《조지 워싱턴의 발명》. 버클리, 캘리포니아: 캘리포니아 대학교 출판부. ISBN 978-0-520-06272-6.
- Morgan, Philip (1987). 〈세 명의 농장주와 그들의 노예: 버지니아, 사우스캐롤라이나, 자메이카의 노예제에 대한 관점, 1750–1790〉.   Jordan, Winthrop D.; Skemp, Sheila L. 《식민지 남부의 인종과 가족》. 잭슨, 미시시피: 미시시피 대학교 출판부. 37–80쪽. ISBN 978-1-60473-395-2.
- Morgan, Philip D.; O'Shaughnessy, Andrew Jackson (2008). 〈미국 혁명에서 노예 무장〉.   Brown, Christopher Leslie; Morgan, Philip D. 《노예 무장: 고대부터 현대까지》. 뉴헤이븐, 코네티컷: 예일 대학교 출판부. 180–208쪽. ISBN 978-0-300-10900-9.
- Rhodehamel, John (2017). 《조지 워싱턴: 시대의 경이》. 뉴헤이븐, 코네티컷: 예일 대학교 출판부. ISBN 978-0-300-21997-5.
- Schwartz, Marie Jenkins (2017). 《묶인 유대: 건국의 퍼스트 레이디들과 노예들》. 시카고, 일리노이: 시카고 대학교 출판부. ISBN 978-0-226-14755-0.
- Stathis, Stephen W. (2014). 《랜드마크 입법 1774–2012: 주요 미국 법률 및 조약》. 워싱턴 D.C.: CQ 프레스. ISBN 978-1-4522-9229-8.
- Thompson, Mary V. (2019). 《유일하게 피할 수 없는 후회의 대상: 조지 워싱턴, 노예제, 그리고 마운트 버넌의 노예 공동체》. 샬러츠빌, 버지니아: 버지니아 대학교 출판부. ISBN 978-0-8139-4184-4.
- Twohig, Dorothy (2001). 〈 '그 재산의 종류': 노예제 논쟁에서 워싱턴의 역할〉.   Higginbotham, Don. 《재고된 조지 워싱턴》. 샬러츠빌, 버지니아: 버지니아 대학교 출판부. 114–138쪽. ISBN 978-0-8139-2005-4.
- Wiencek, Henry (2003). 《불완전한 신: 조지 워싱턴, 그의 노예들, 그리고 미국의 창조》. 뉴욕: 패러, 스트라우스 앤 지루. ISBN 978-0-374-17526-9.
- Wood, Gordon S. (1992). 《미국 혁명의 급진주의》. 뉴욕: 앨프리드 A. 크노프. ISBN 978-0-679-40493-4.

### 저널
- Boller, Paul F. (1961). 《워싱턴, 퀘이커, 그리고 노예제》. 《흑인 역사 저널》 46 (시카고 대학교 출판부). 83–88쪽. doi:10.2307/2716714. JSTOR 2716714. S2CID 149985001.
- Furstenberg, François (2011). 《대서양 노예제, 대서양 자유: 조지 워싱턴, 노예제, 그리고 대서양 횡단 노예제 폐지 네트워크》. 《윌리엄 앤 메리 쿼터리》 68 (옴선드 연구소 초기 미국 역사와 문화). 247–286쪽. doi:10.5309/willmaryquar.68.2.0247. JSTOR 10.5309/willmaryquar.68.2.0247.
- Morgan, Kenneth (2000). 《조지 워싱턴과 노예제 문제》. 《미국 연구 저널》 34 (케임브리지 대학교 출판부). 279–301쪽. doi:10.1017/S0021875899006398. JSTOR 27556810. S2CID 145717616.
- Morgan, Philip D. (2005). 《 '흑인들을 없애기 위해': 조지 워싱턴과 노예제》. 《미국 연구 저널》 39 (케임브리지 대학교 출판부). 403–429쪽. doi:10.1017/S0021875805000599. JSTOR 27557691. S2CID 145143979.
- Vail, R.W.G., 편집. (1947). 《마운트 버넌에서의 만찬: 조슈아 브룩스(1773–1859)의 미공개 일기에서》. 《뉴욕 역사 학회 분기별》 31 (뉴욕 역사 학회). 72–85쪽. 2020년 4월 8일에 확인함.

### 웹사이트
- Ganeshram, Ramin (2019). “미술 사기, 218년 된 미제 사건, 그리고 WHS의 역사 탐정들”. 웨스트포트 역사 협회. 2019년 6월 20일에 확인함.
- MacLeod, Jessie (2018). “조지 워싱턴은 그의 노예들을 어떻게 대했는가?”. 《조지 워싱턴의 마운트 버넌 공식 유튜브 채널》. 마운트 버넌 여성 협회. 2021년 12월 17일에 원본 문서에서 보존된 문서. 2019년 8월 9일에 확인함.
- “MVLA 잊혀진 것은 더 이상 아니다”. 《조지 워싱턴의 마운트 버넌》. 마운트 버넌 여성 협회. 2019년 5월 19일에 확인함.
- “MVLA 저항과 처벌”. 《조지 워싱턴의 마운트 버넌》. 마운트 버넌 여성 협회. 2019년 5월 3일에 확인함.
- “MVLA 노예 묘지 고고학”. 《조지 워싱턴의 마운트 버넌》. 마운트 버넌 여성 협회. 2019년 5월 19일에 확인함.

## 더 읽어보기
- Dunbar, Erica Armstrong (2017). 《결코 잡히지 않았다: 워싱턴 부부의 도망 노예 오나 저지를 향한 집요한 추적》. 뉴욕: 사이먼 & 슈스터. ISBN 978-1-5011-2639-0.
- MacLeod, Jessie; Thompson, Mary V. (2016). 《함께 묶인 삶: 조지 워싱턴의 마운트 버넌의 노예제》. 마운트 버넌, 버지니아: 마운트 버넌 여성 협회. ISBN 978-0-931917-09-7.
- Pogue, Dennis J. (2003). 《조지 워싱턴과 노예제 정치》 (PDF). 《역사 알렉산드리아 쿼터리》 (역사 알렉산드리아 사무실). OCLC 34512039. 2020년 8월 1일에 원본 문서 (PDF)에서 보존된 문서. 2019년 6월 21일에 확인함.
- Schwarz, Philip J. (2001). 《조지 워싱턴의 집 노예제》. 마운트 버넌, 버지니아: 마운트 버넌 여성 협회. ISBN 978-0-931917-38-7.

### 젊은 독자를 위한 책
- Delano, Marfe Ferguson (2013). 《조지 주인님의 사람들: 조지 워싱턴, 그의 노예들, 그리고 그의 혁명적 변화》. 분, 아이오와: 내셔널 지오그래픽. ISBN 978-1-4263-0759-1.
- Dunbar, Erica Armstrong; Van Cleve, Kathleen (2019). 《결코 잡히지 않았다, 오나 저지의 이야기: 조지 워싱턴과 마사 워싱턴의 용감한 도망 노예; 젊은 독자판》. 뉴욕: 사이먼 & 슈스터. ISBN 978-1-5344-1617-8.
- Levy, Janet (2016). 《마운트 버넌의 노예제》. 뉴욕: 개러스 스티븐스 출판. ISBN 978-1-4824-5805-3.
- Rinaldi, Ann (2002). 《자유를 취하다: 오니 저지의 이야기, 조지 워싱턴의 도망 노예》. 뉴욕: 사이먼 & 슈스터. ISBN 978-0-689-85187-2.